# FANCON UA
FANCON UA (також FANCON, Фанкон, ФанКон або FanCon) — український фестиваль сучасної попкультури, що проходить у Києві.
Фестиваль був заснований у 2024 році, і вперше пройшов 8-9 червня у Міжнародному Виставковому Центрі (МВЦ). Це перший фестиваль попкультури в Україні великого масштабу, який пройшов з моменту вторгнення Росії в Україну у 2022 році. Гаслом фестивалю стало «Колекціонуй враження», а на сайті FANCON описаний як «місце, створене фанатами для фанатів!».
Організаторами стали люди, які долучалися до проведення Comic Con Ukraine, Новий Рік на Софії, Євробачення 2017, Отобе, K-POP UNITE FESTIVAL та інших публічних заходів.
Фестиваль є мультижанровим фестивалем популярної культури та форматом нагадує комік-кон. На FANCON представлені зони та активності, які стосуються комп'ютерних та настільних ігор, мальописів та фантастики, аніме та манґи, косплею, каверденсу, блогерів тощо.

## FANCON UA 2024
У 2024 році фестиваль пройшов у 8-9 червня у Міжнародному виставковому центрі. Цей вибір був насамперед спричинений розмірами укриття, яке б дозволило вмістити усіх гостей у випадку тривоги. За два дні фестиваль відвідали, за офіційними даними, 19689 відвідувачів.
За словами співзасновника фестивалю, Аркадія Медведєва, FANCON організовувався всього 7 місяців (з грудня 2023 року).
«[Ми] зробили його всього за 7 місяців! З моменту старту робіт і до моменту завершення. А це формування концепту, розробка візуального стилю, усіх дизайнів, сайту, мерча, написання текстів та правил, робота з геть новим майданчиком і т. д. Величезна купа роботи, і я не знаю, як ми це все встигли».
На фестивалі були представлені наступні сектори:
- Сектор Games: відеоігри та комп'ютерні ігри, настільні та настільні рольові ігри (DnD);
- Сектор Art&Books: книги, манга, комікси, алея художників;
- Сектор UA YouTube: український ютуб;
- Сектор UA Heroes: реальні українські супергерої;
- Cosplay & K-Pop Cover Dance Show на головній сцені;
- тематичні фан-стенди та інтерактивні зони від відомих компаній;
- Сектор Wargames UA;
- Ярмарок: Geek Bazaar;
- Фудкорт;
- Тематичні фотозони.

Також спочатку на фестивалі планувався сектор LARP, однак до фінальної програми він не потрапив. Доповненням зони настільних ігор став сектор Wargames Ua.
На самому FANCON головні події відбувалися паралельно на трьох сценах: головній, де тривало Cosplay & K-Pop Cover Dance Show, комікс-сцені та літературній сцені. Окрім цього, діяв конференц-зал, зона автограф сесій, ігри на НРІ-зоні, секторі Wargames UA та окремі стенди на секторах.
Серед кіно-фотозон були ті, що присвячені «Трансформери: Початок (2024)», “Wicked: Чародійка (2024)”, «Дикий робот», «Бордерлендс (2024)».
Окремою метою фестивалю було зібрання коштів на благодійність. Як про це пише співзасновник фестивалю Аркадій Медведєв: «Зі старту ми казали, що підтримуємо будь-які варіанти зборів коштів на території івенту». За даними з соцмереж фестивалю, загалом FANCON та його учасники зібрали близька 2.3 млн гривень на ЗСУ.
Зокрема, спільно з українським блогером OldBoi FANCON провів збір коштів на потреби 3 ОШБр шляхом розіграшу унікальної кастомізованої консолі Xbox Series X, адаптованої під контейнер для артефактів за мотивами S.T.A.L.K.E.R. Завдяки цьому було зібрано 1.1 млн гривень.

### Сектор UA Heroes

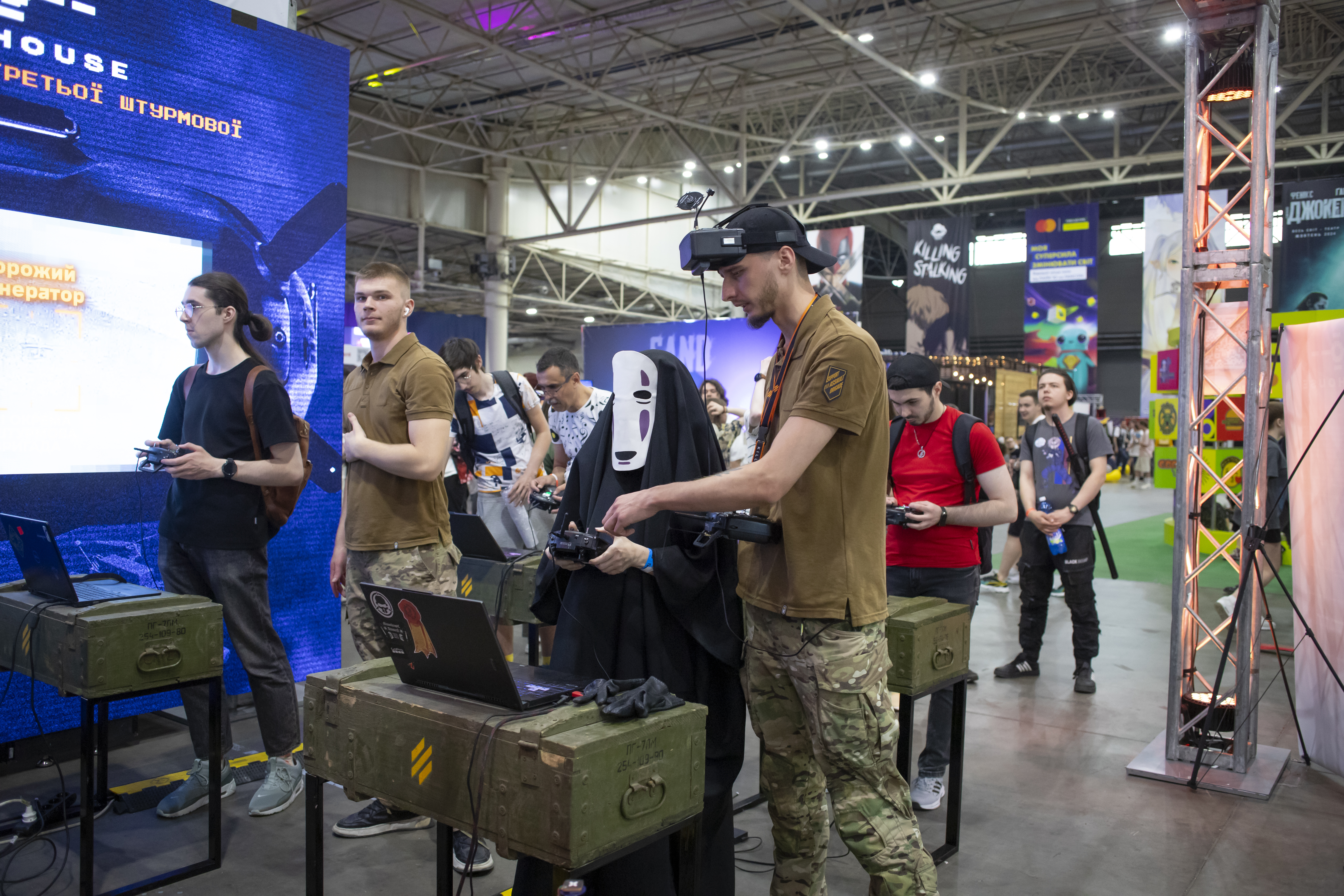
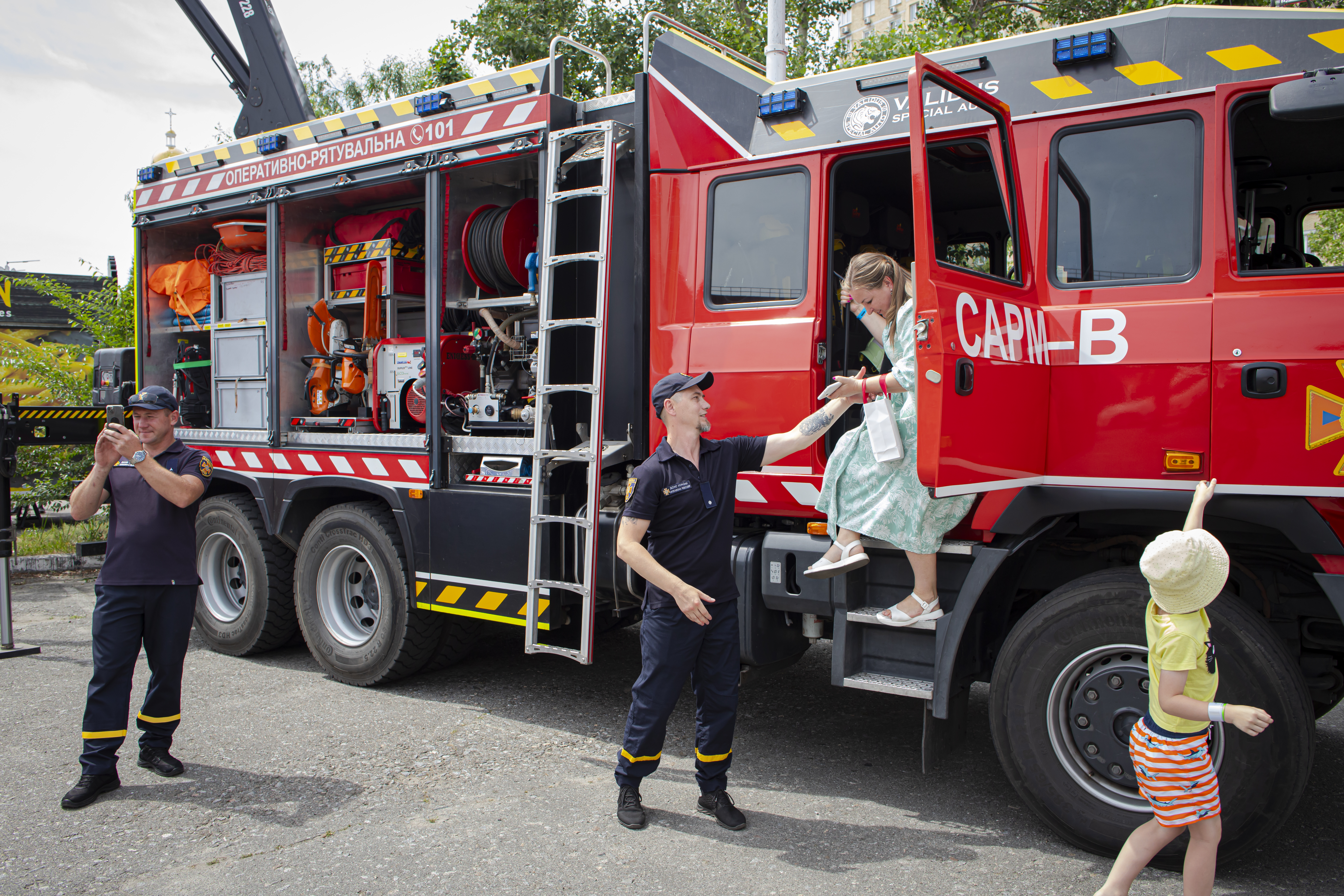
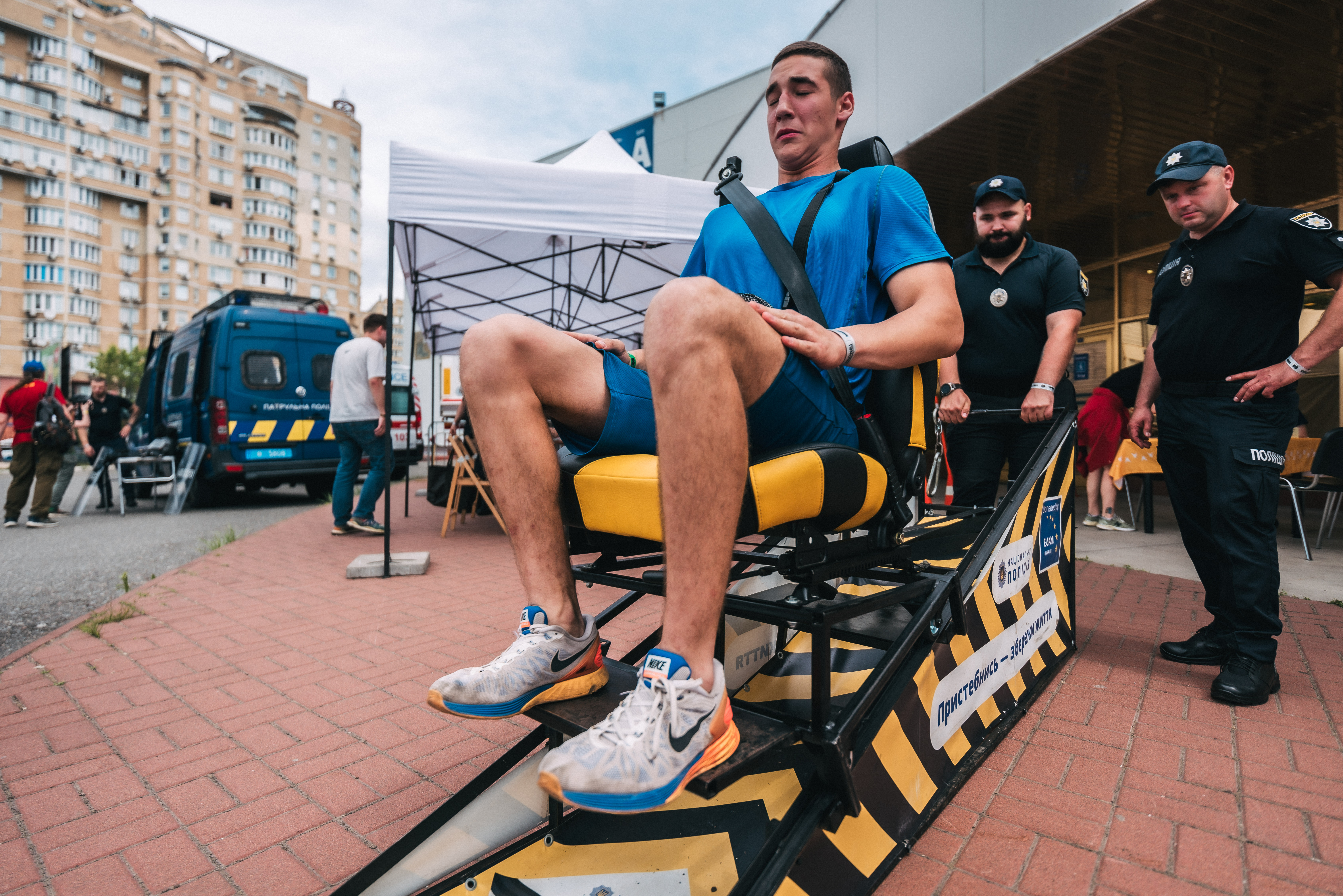
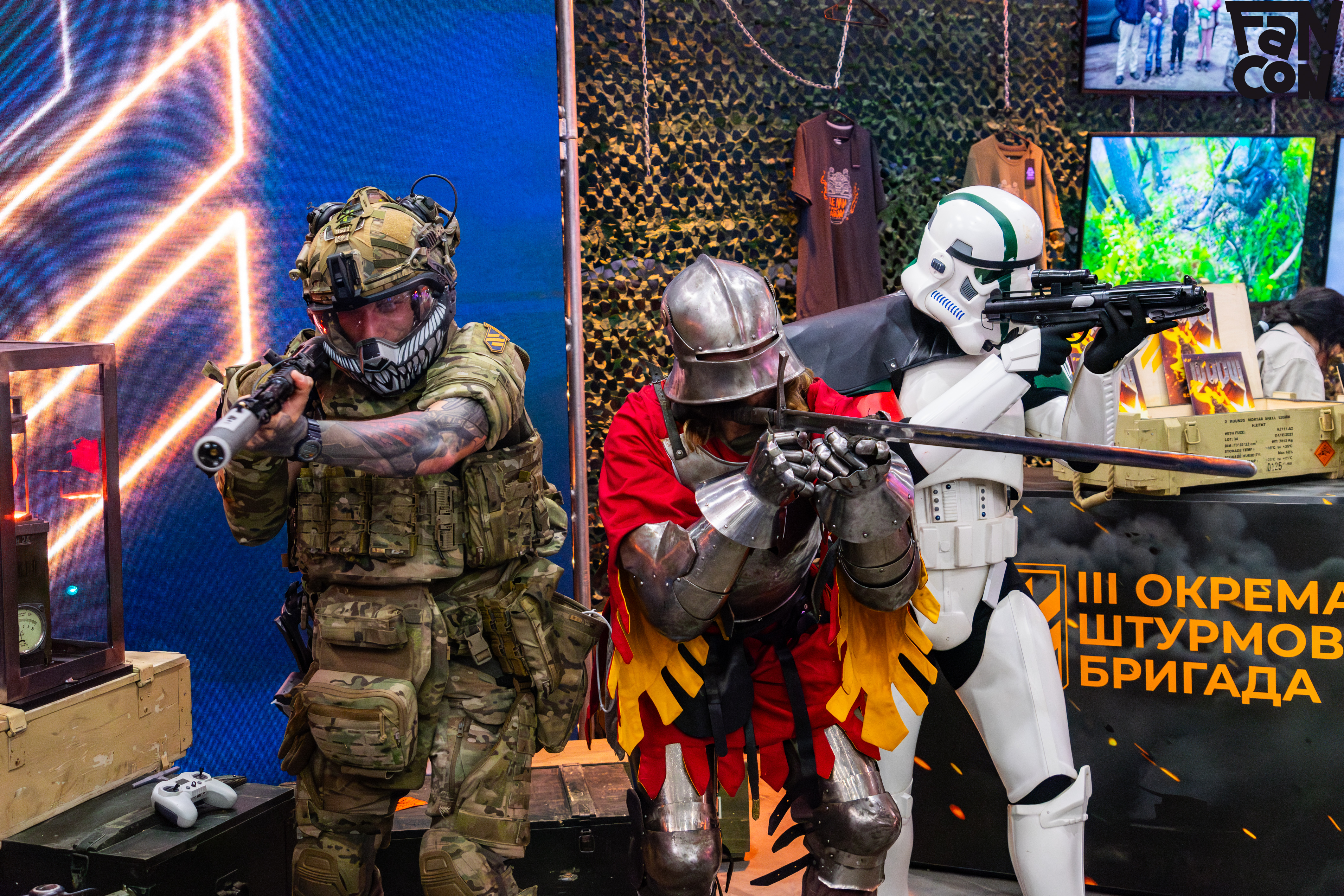

Зона UA Heroes стала першою подібною для українських фестивалів попкультури. Згідно з словами співзасновника Аркадія Медведєва: «Ми хотіли, щоб люди змогли прокомунікувати з ними як одна людина з іншою, не як якась структура з відвідувачем, як просто живі люди».
На цій зоні були представлені наступні стенди:
- Третя окрема штурмова бригада ЗСУ;
- Патрульна поліція України;
- Державна служба України з надзвичайних ситуацій;
- Благодійний фонд «Схід SOS».

### Головна сцена
Ведучими на головній сцені були М'яч Дредбол та Віктор Devik Деміденко.
8 червня на головній сцені також відбулася прем'єра нової програми симфонічного оркестру LUMOS Orchestra спільно з хором «Євшан» під назвою Epic Gaming Music. Виступ був проведений у ґейміфікованій формі: виступ мав 5 «рівнів» з двома додатковими, які містили треки з ігор. Рівні треба було «відкривати» донатами на потреби Збройних сил України.

## FANCON UA 2025
Фестиваль FANCON 2025 відбувся з 7 по 8 червня у Міжнародному виставковому центрі в Києві. За два дні захід відвідала рекордна кількість відвідувачів – 36 153 особи, що майже вдвічі більше, ніж у попередні роки.
На фестивалі були представлені ряд секторів, що повторювали минулорічні, та нові :
- сектор Art&Books: книги, манга, комікси, алея художників;
- сектор UA YouTube: український ютуб;
- сектор UA Heroes: реальні українські супергерої;
- cosplay & K-Pop Cover Dance Show на головній сцені;
- НРІ-майданчик та зона Wargames UA;
- ярмарок ґік-маркет або Geek Bazaar;
- фудкорт, тематичні фанстенди та інтерактивні зони від відомих компаній;
- музична сцена.

На FANCON 2025 традиційно відбувся ряд презентацій книжок, коміксів, настільних та відеоігор. Серед таких подій була презентація дебютного фентезі-роману українського всесвіту «Хроніки Сили» — «Хорт. Перший характерник» авторки Ольги Навроцької, з  живим читанням трьох вступних розділів голосами Олега Михайлюти (ТНМК) та акторки Катерини Качан.
Також, на події відбулась презентація настільної гри за мотивами роману «Колонія» Макса Кідрука . Протягом фестивалю відвідувачі мали змогу ознайомитися з правила та спробувати зіграти за попередньою реєстрацією. Усього було 48 місць, як вказує сам Макс Кідрук .
Компанія GoITeens у співпраці з ДТЕК представила інтерактивну зону, присвячену професії енергетика. На стенді було запропоновано VR-квест у метавсесвіті, де учасники відновлювали світло в місті після атаки, інтерактивні станції про роботу енергетиків та фотозону «Енергетична станція». Метою колаборації було розповісти молоді про важливість роботи енергетиків через гейміфікацію та сторітелінг.
Серед інших активностей та зон фестивалю були:
- Стенд ДСНС: на вході були представлені види мін, справжня пожежна машина та інформація про розмінування.
- Стенд 3-ї штурмової бригади та Школа дронів Killhouse: тут розповідали про школу дронів, де професійні інструктори з бойовим досвідом навчають пілотуванню дронів та наземних роботизованих комплексів (НРК). Також можна було придбати мерч та долучитися до благодійних зборів.
- Геймінг-зона: відбувався збір коштів для 3-ї штурмової бригади на дрони Mavic 3T та РЕБ-рюкзаки від фестивалю спільно з OLDboi, благодійним фондом «Свій за свого», GIGABYTE Ukraine та COMPX UA . Головним призом розіграшу став ПК, стилізований під The Last of Us. Також були представлені ПК, стилізовані під всесвіти Гаррі Поттера, Сталкер, та кастомні клавіатури від українських виробників.
- Стенд від 501-й легіона: учасники в костюмах персонажів «Зоряних війн» традиційно підтримували благодійні збори.
- Стенд «Активація сили»: мультимедійно-імерсивний простір, де відвідувачі вперше побачили офіційний анімаційний трейлер книжки, створений Аланом Бадоєвим та Ольгою Навроцькою. Стенд був створений у формі лазерної капсули-лабіринту [18].
- Музична сцена: на ній виступили Bartky, Eileen, Season of Melancholy, Folkulaka, Alice Change, Two Streets, Violet Raymoor, Spokusy, badactress. Гедлайнерами двох днів відповідно стали ДК Енергетик і Кажанна.

Футбольний клуб «Динамо» презентував комікс про Андрія Ярмоленка під назвою «Хлопчик зі 130-го кілометра. Шлях супергероя». На стенді клубу також проводився кібертурнір з FC, квізи, була фотозона та продаж сувенірної продукції. Генеральний директор ФК «Динамо» (Київ) Дмитро Бріф зазначив, що участь у фестивалі є способом залучення молодшої аудиторії.
Зірковими гостями фестивалю стали:
- Сильвестр Маккой, шотландський актор, відомий за роллю Сьомого Доктора у серіалі «Доктор Хто» та Радаґаста Брунатного у трилогії «Гобіт». Мак-Кой проводив фото- та автограф-сесії за вільний донат від 200 грн, усі зібрані кошти були передані на потреби ЗСУ.
- Міккі Льюїс, британський актор і каскадер, який працював над такими проєктами як «Зоряні війни» (фільми «Останні джедаї», «Бунтар Один», «Пробудження сили» та серіали «Андор», «Аколіт»), «Дім Дракона», «Темні матерії», «Бетмен» та інші. Льюїс провів відкриту зустріч, де розповів про кіновиробництво.
- Maul Cosplay, один із найвідоміших косплеєрів світу.

Участь зірок була безкоштовною, а зустрічі з ними відбувалися за вільний донат на підтримку ЗСУ.

### Загальні фотографії

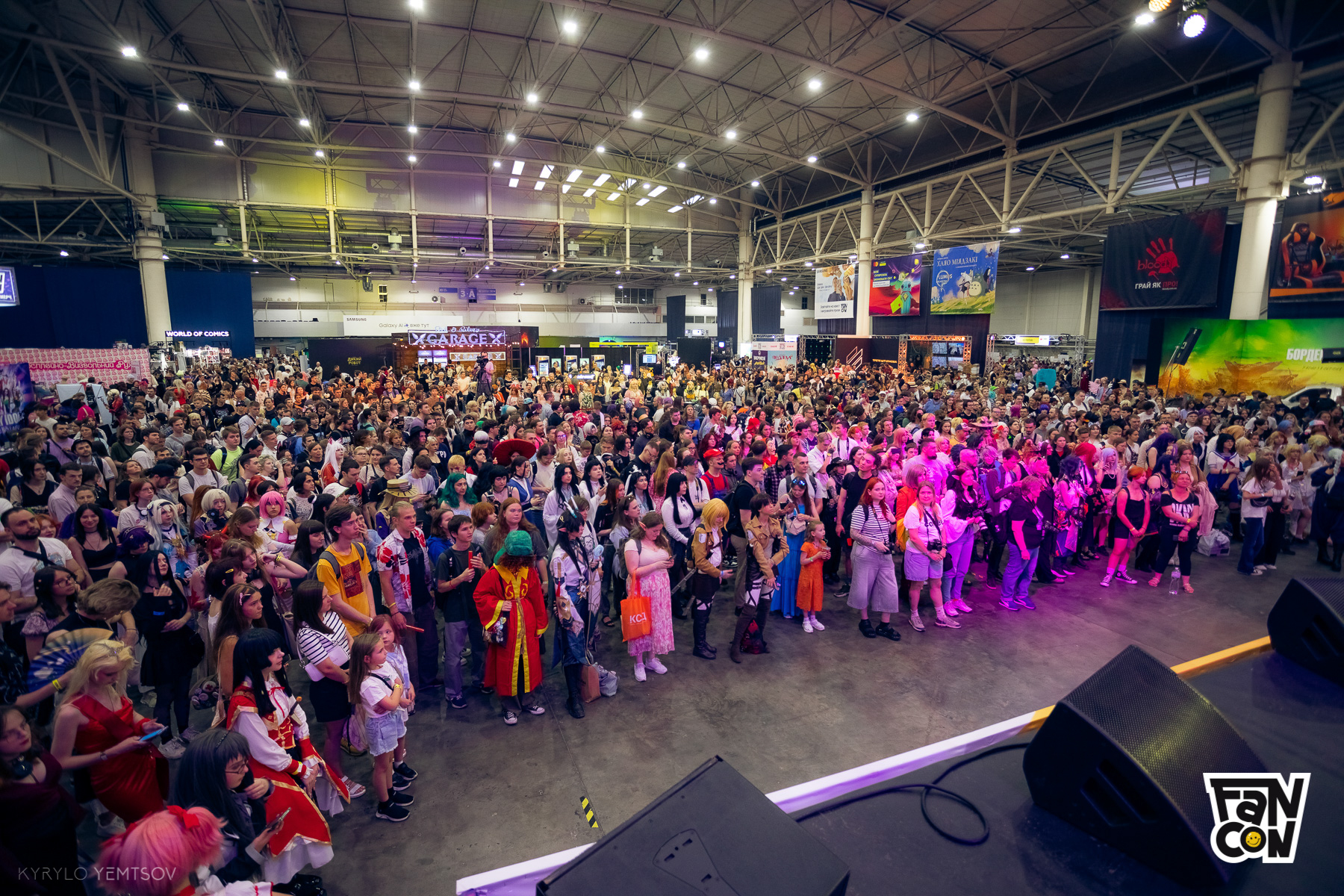
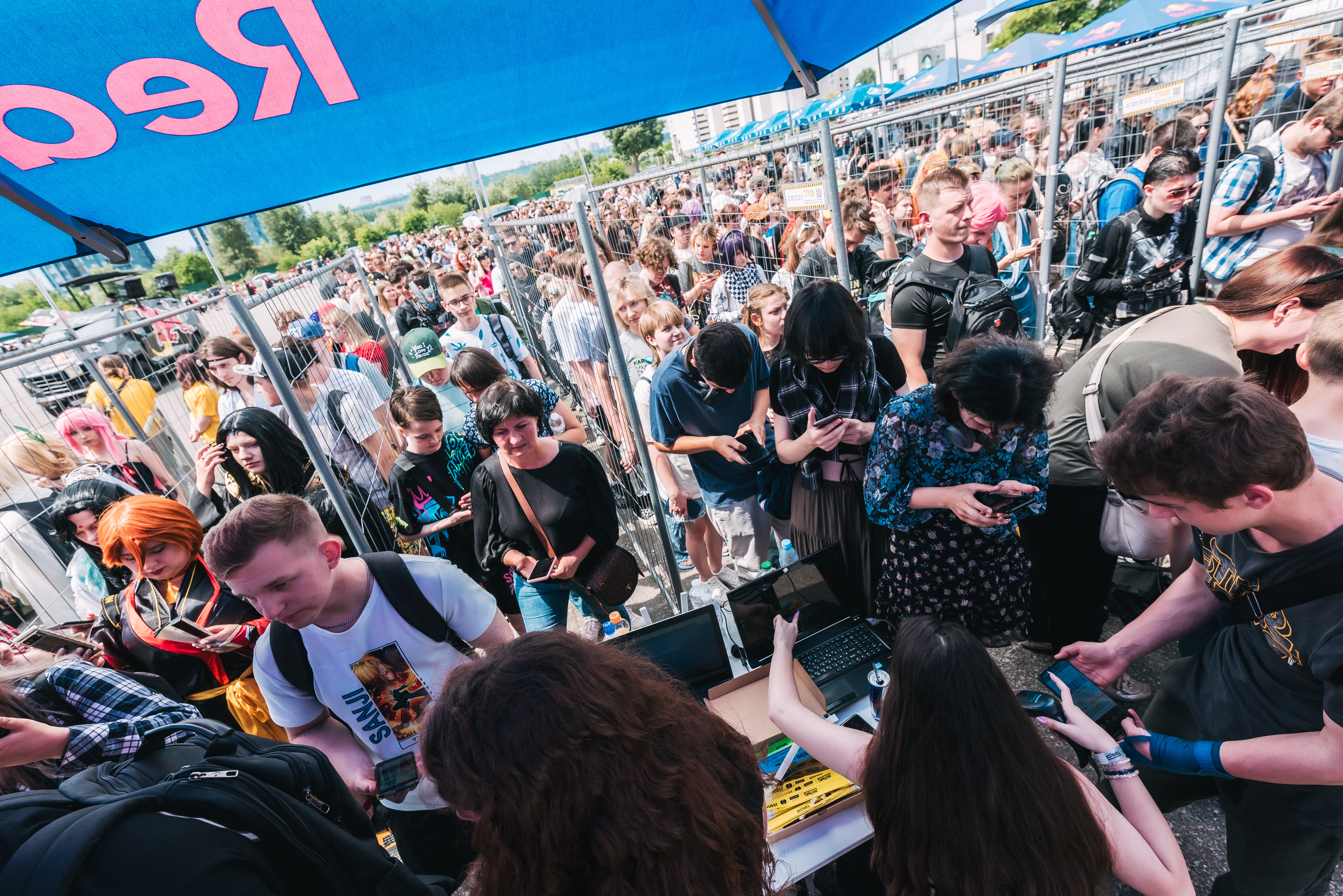
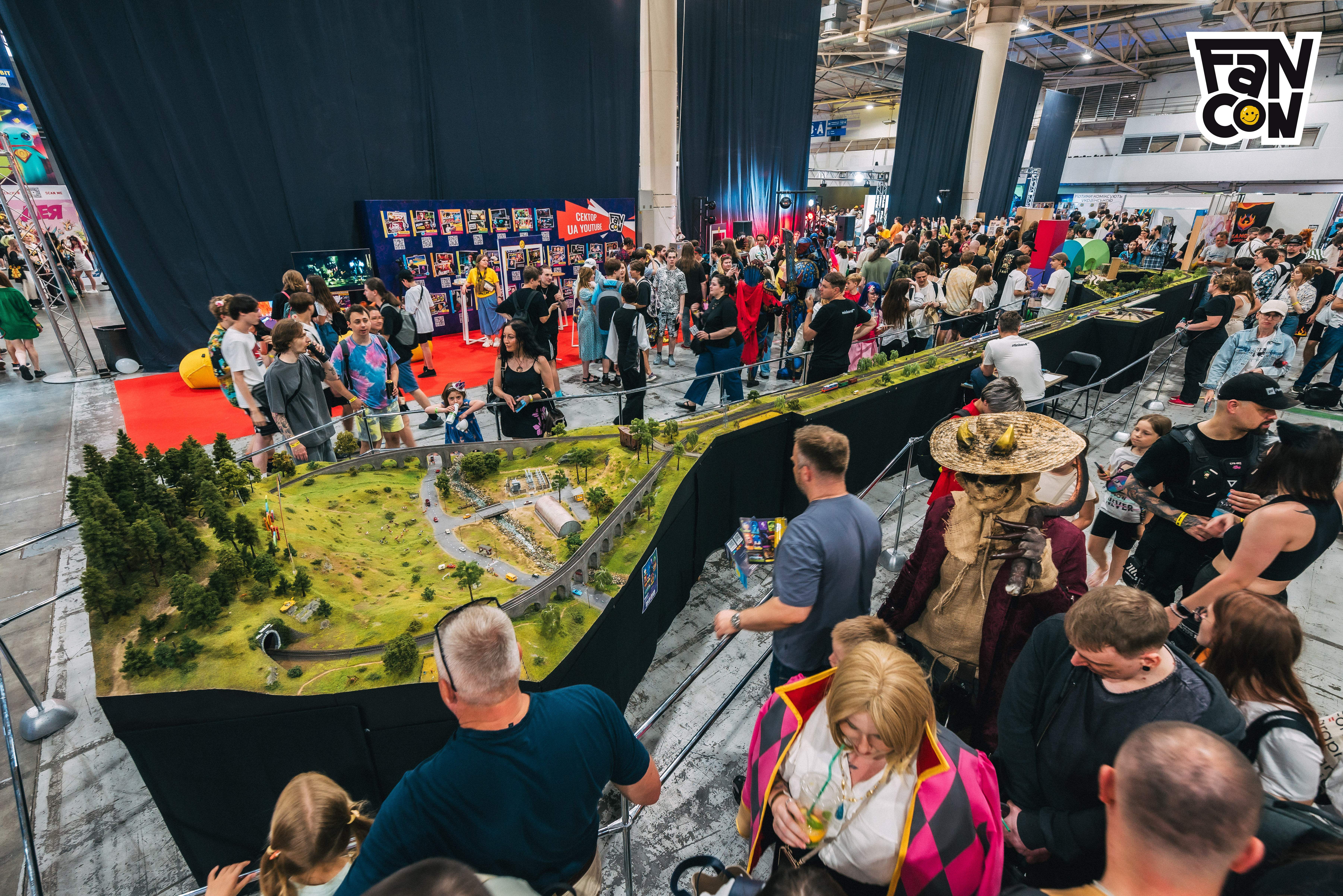
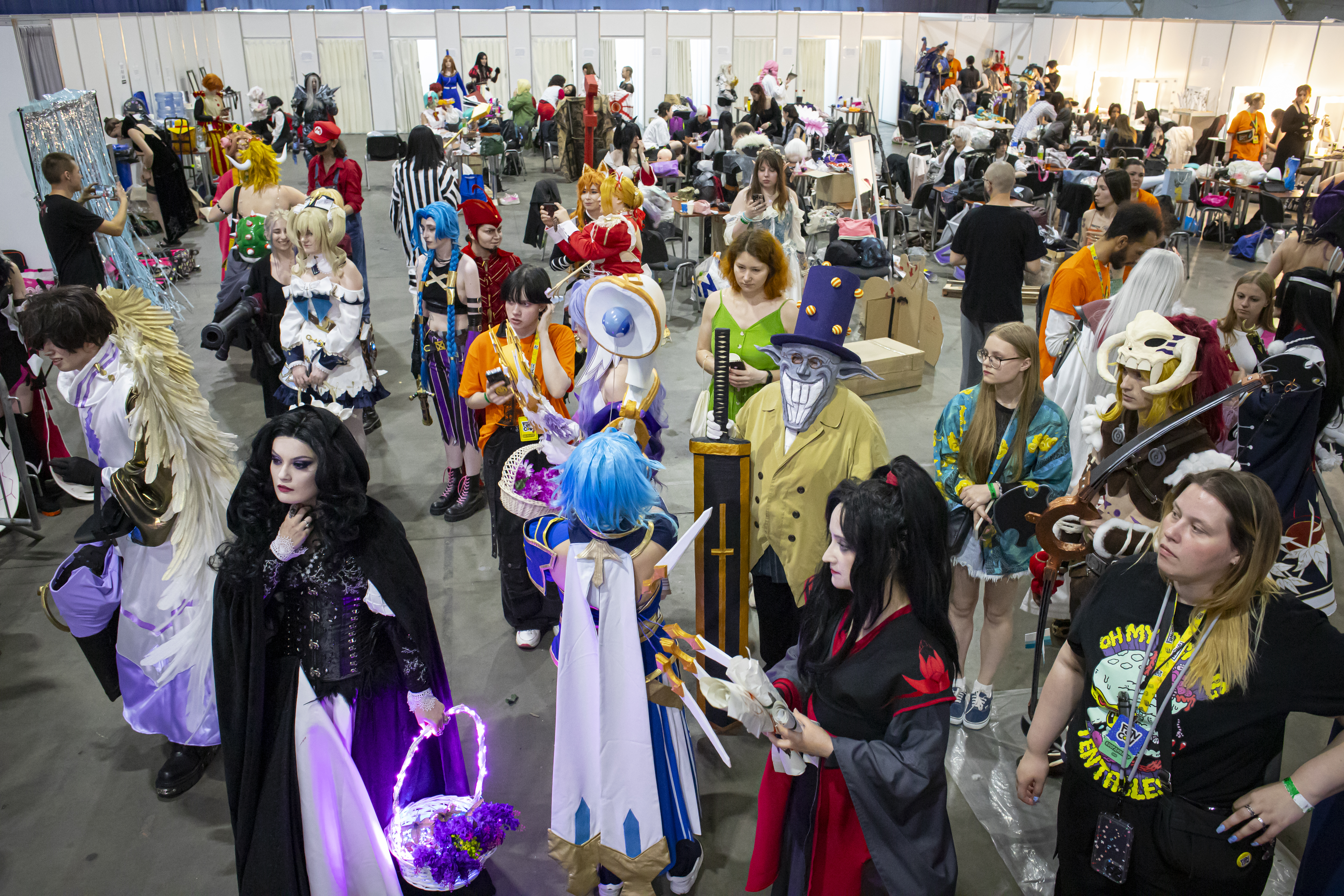
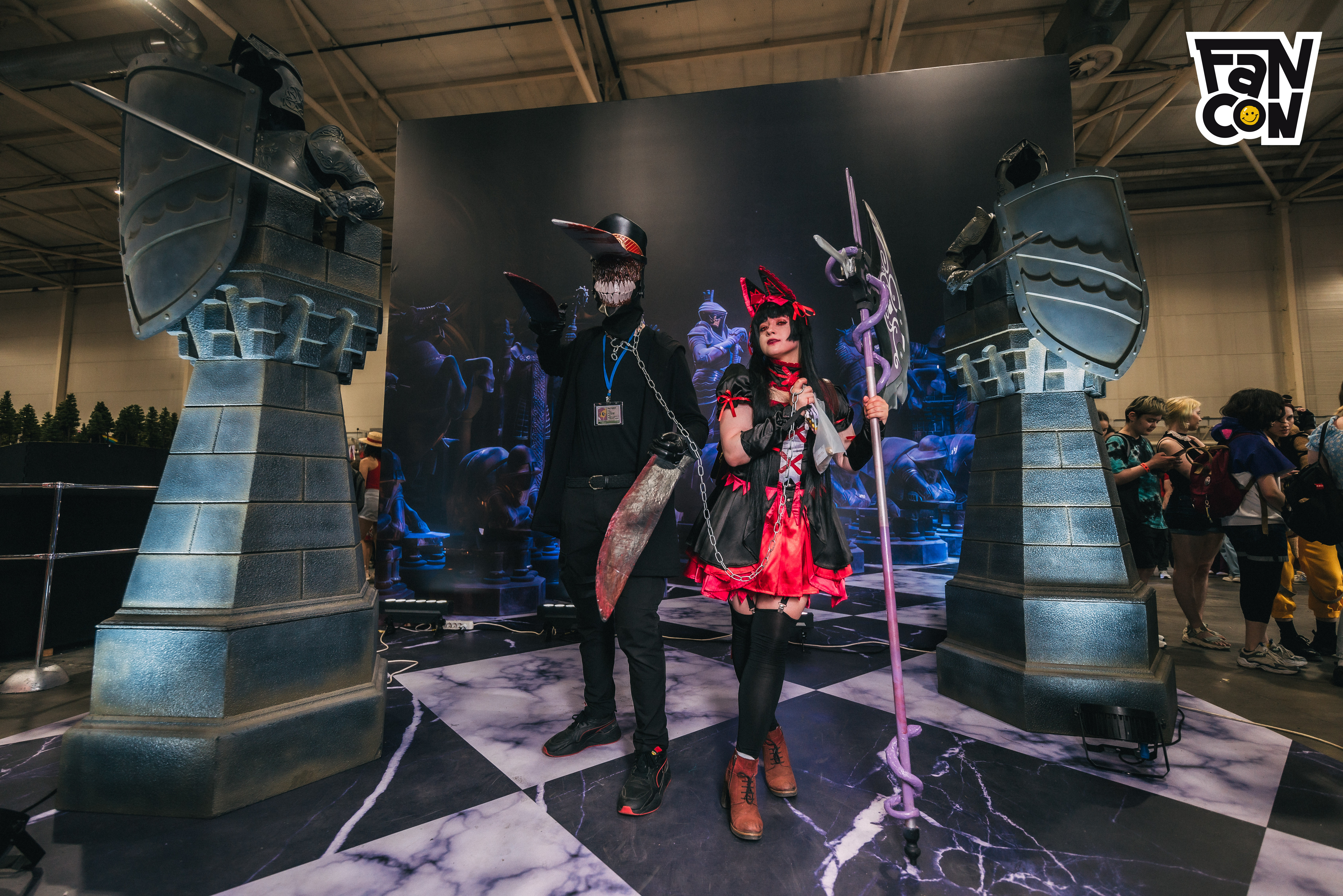
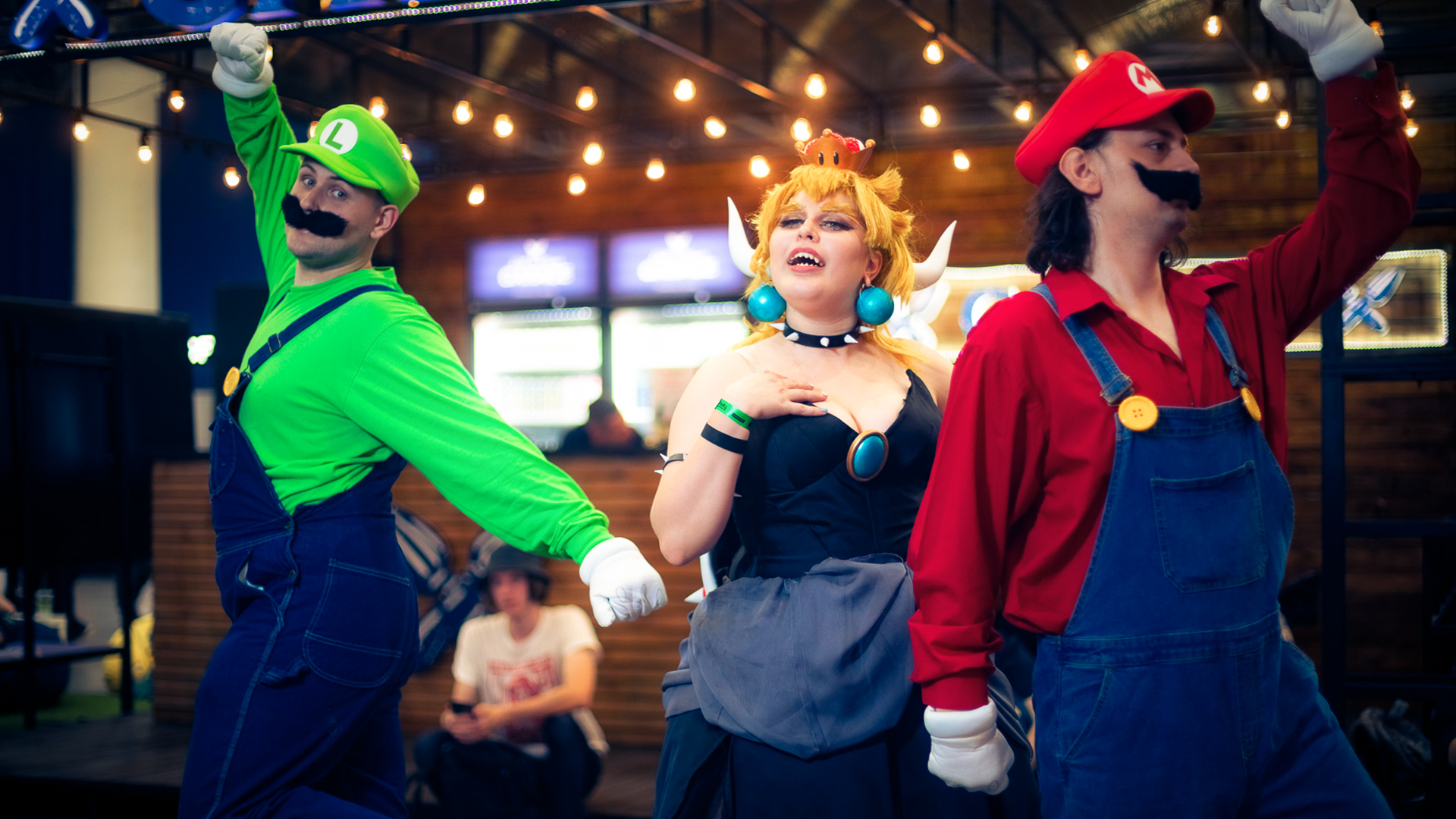
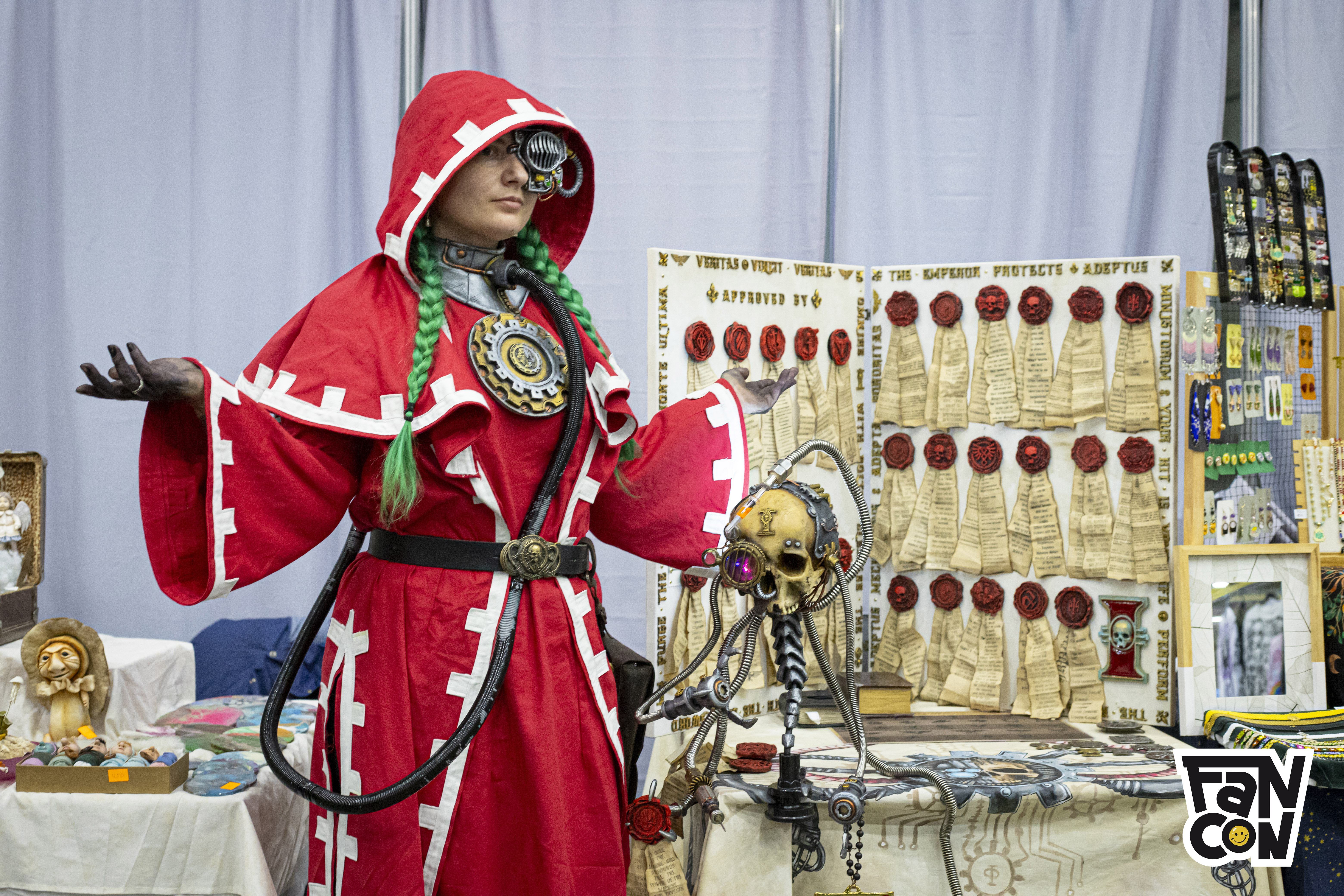
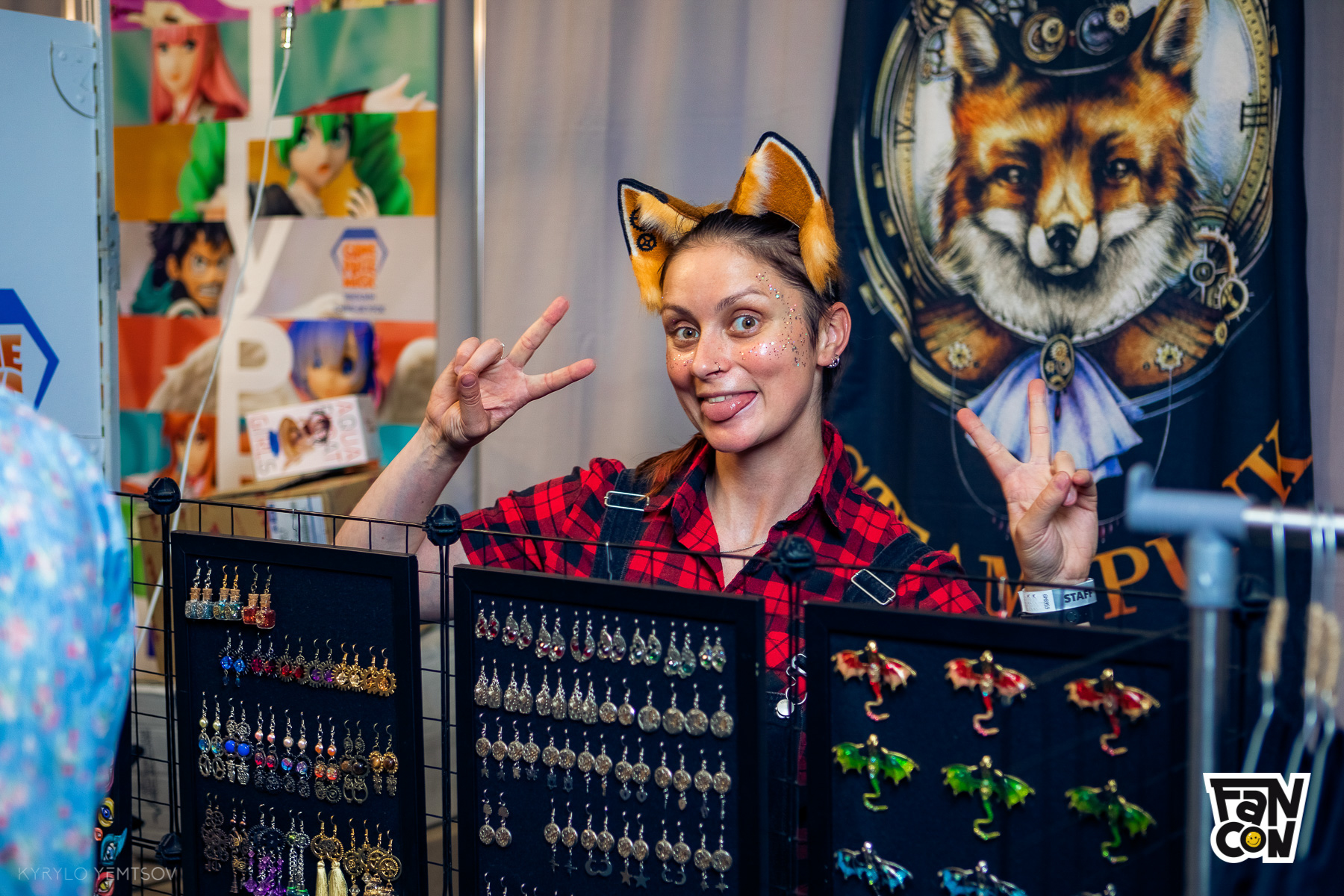
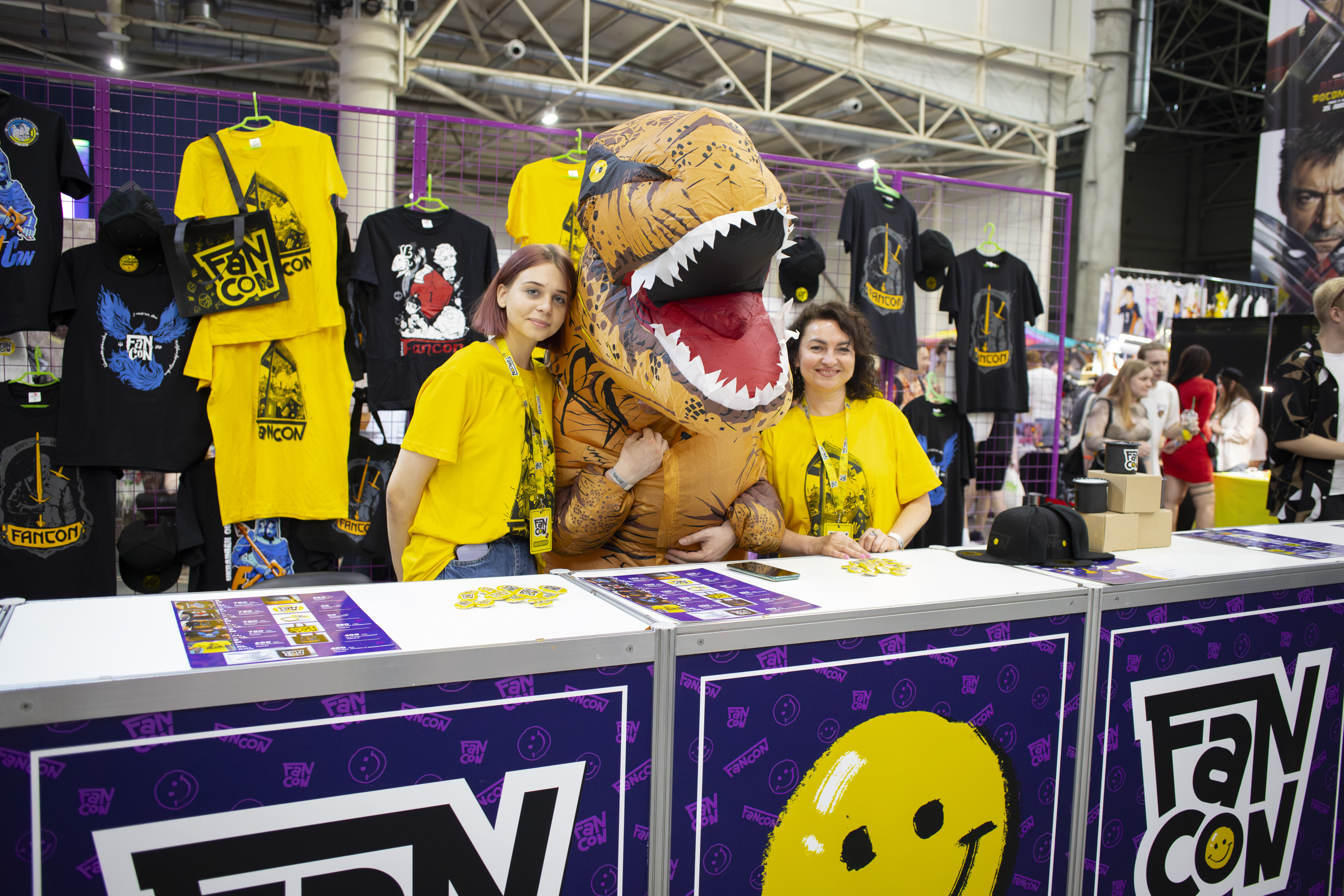
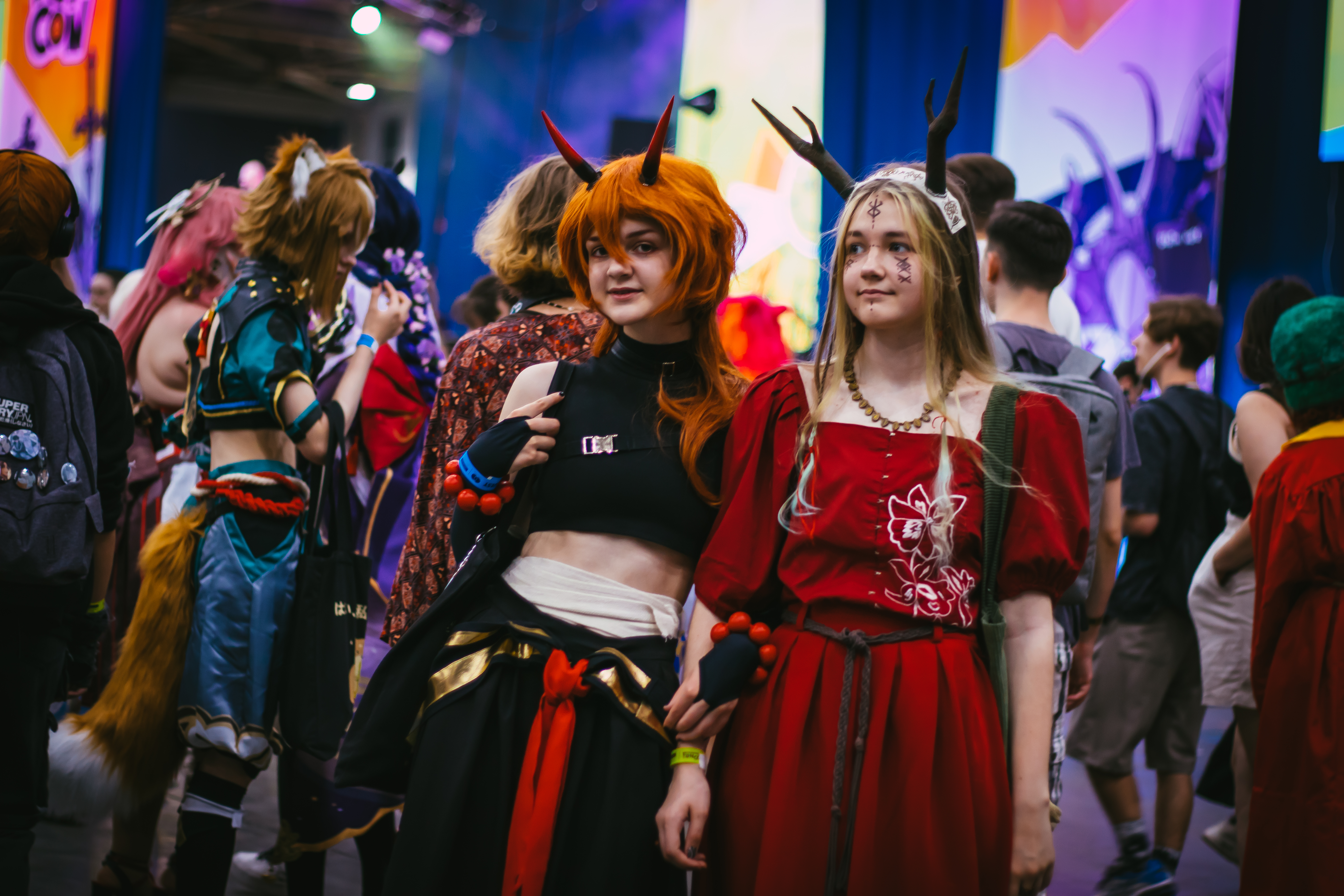

### Сектор UA YouTube

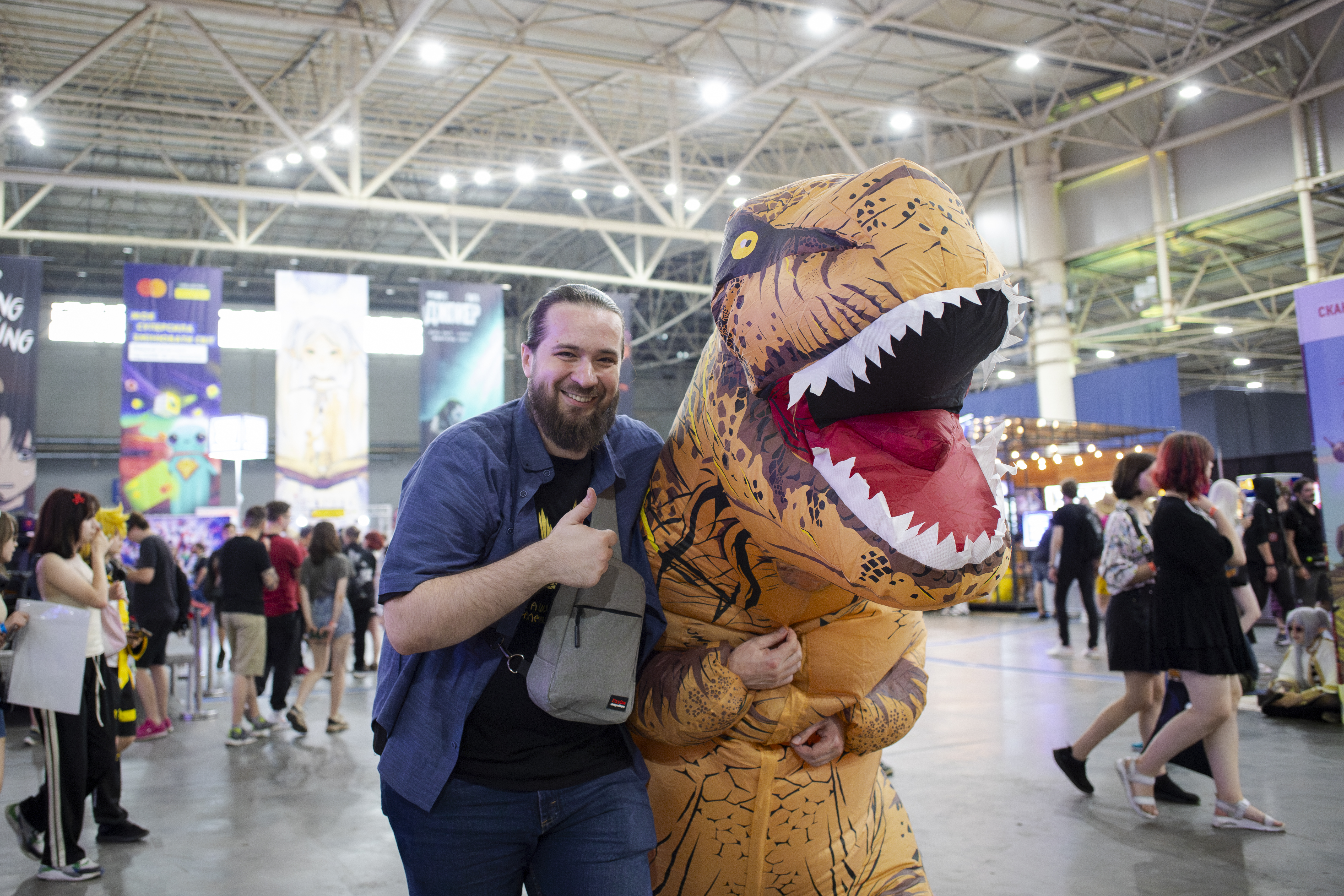
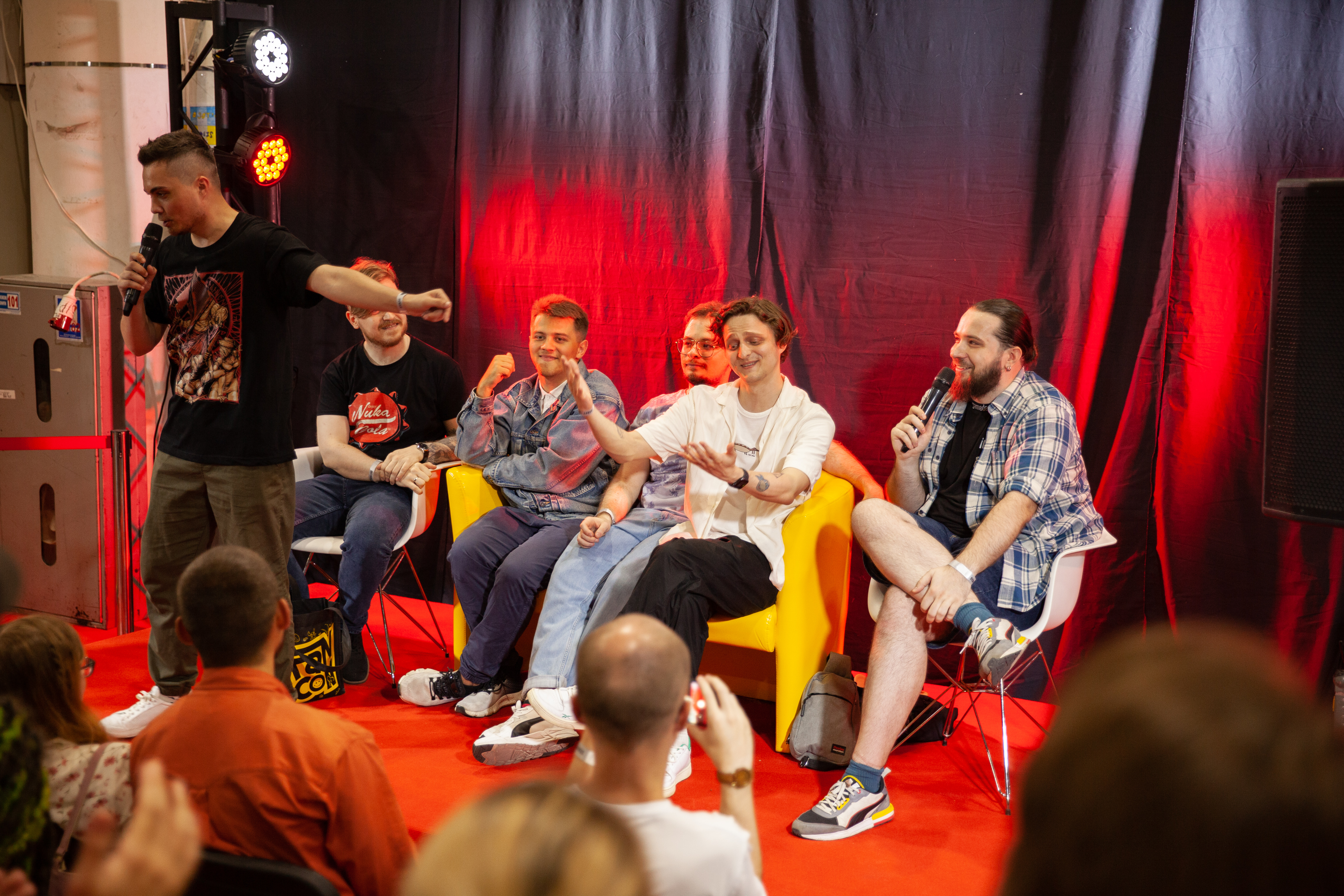
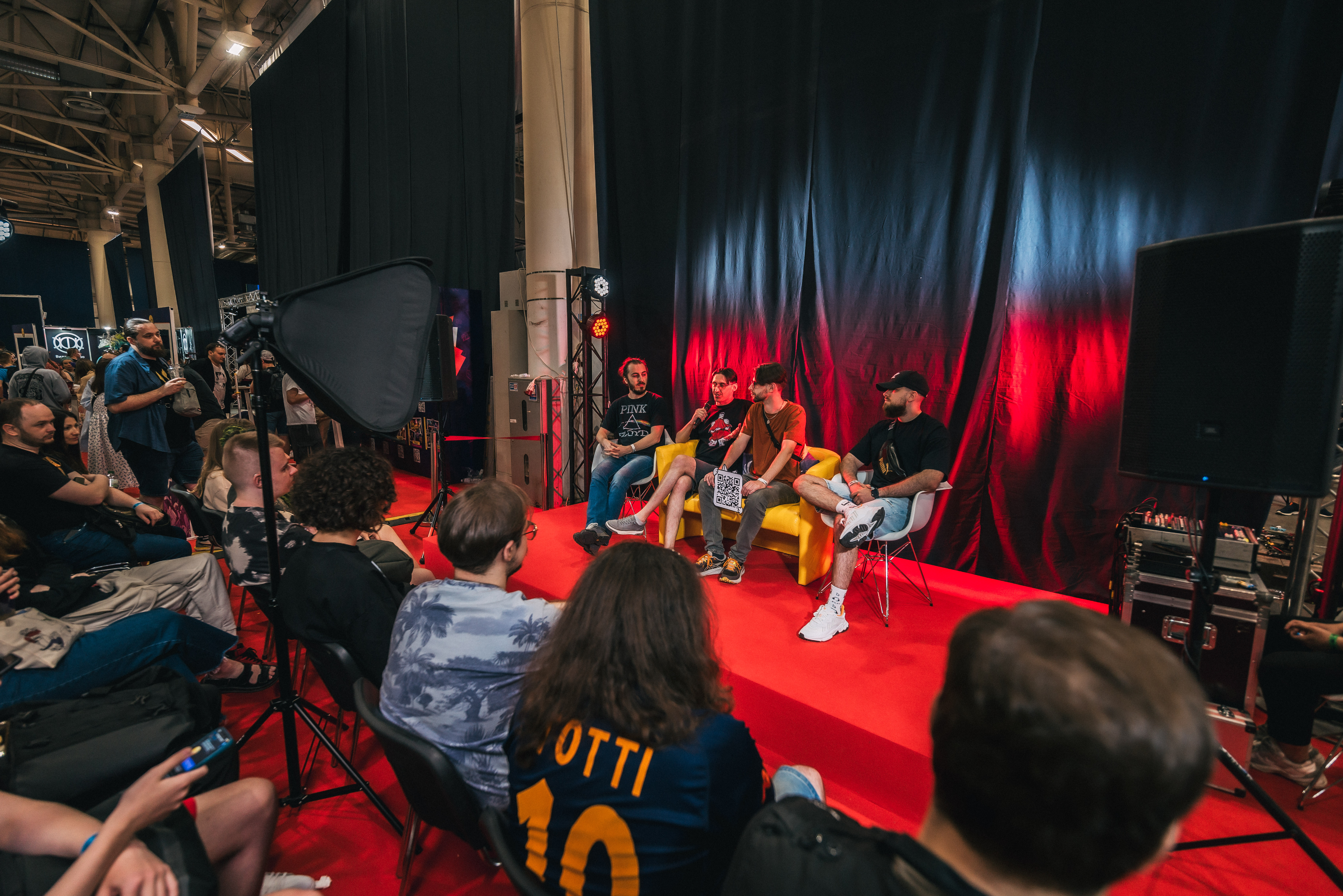

### Комікс-зона

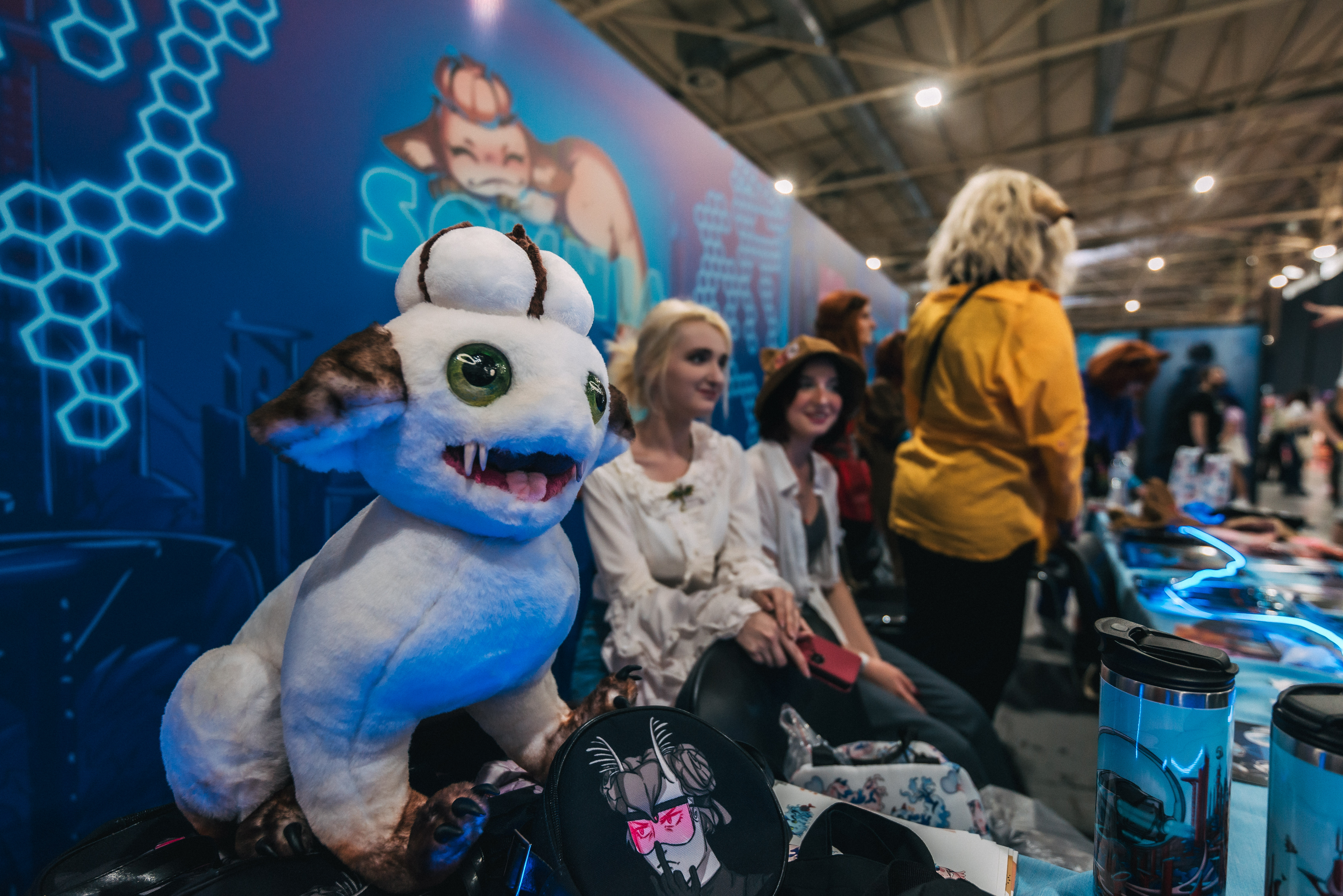
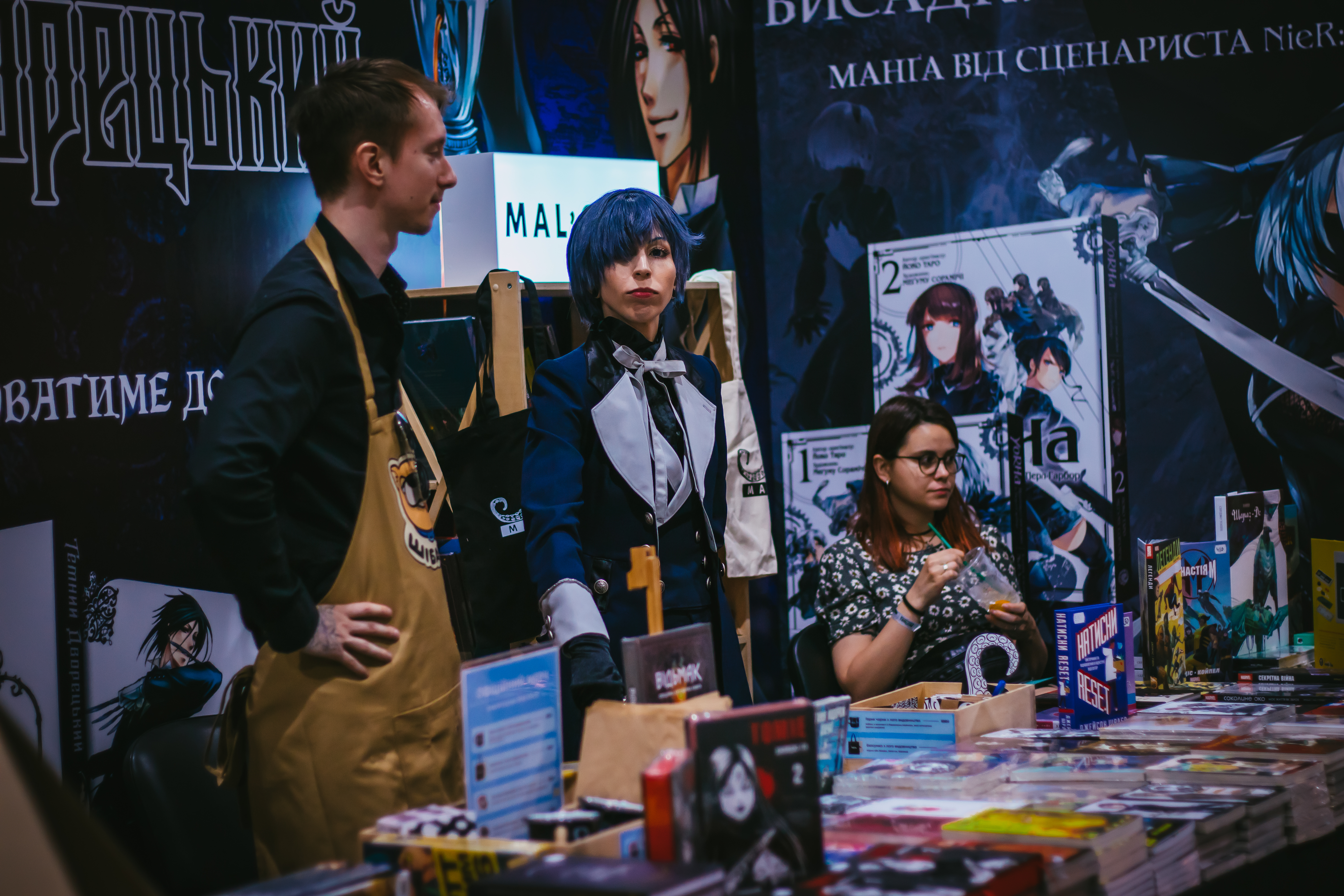
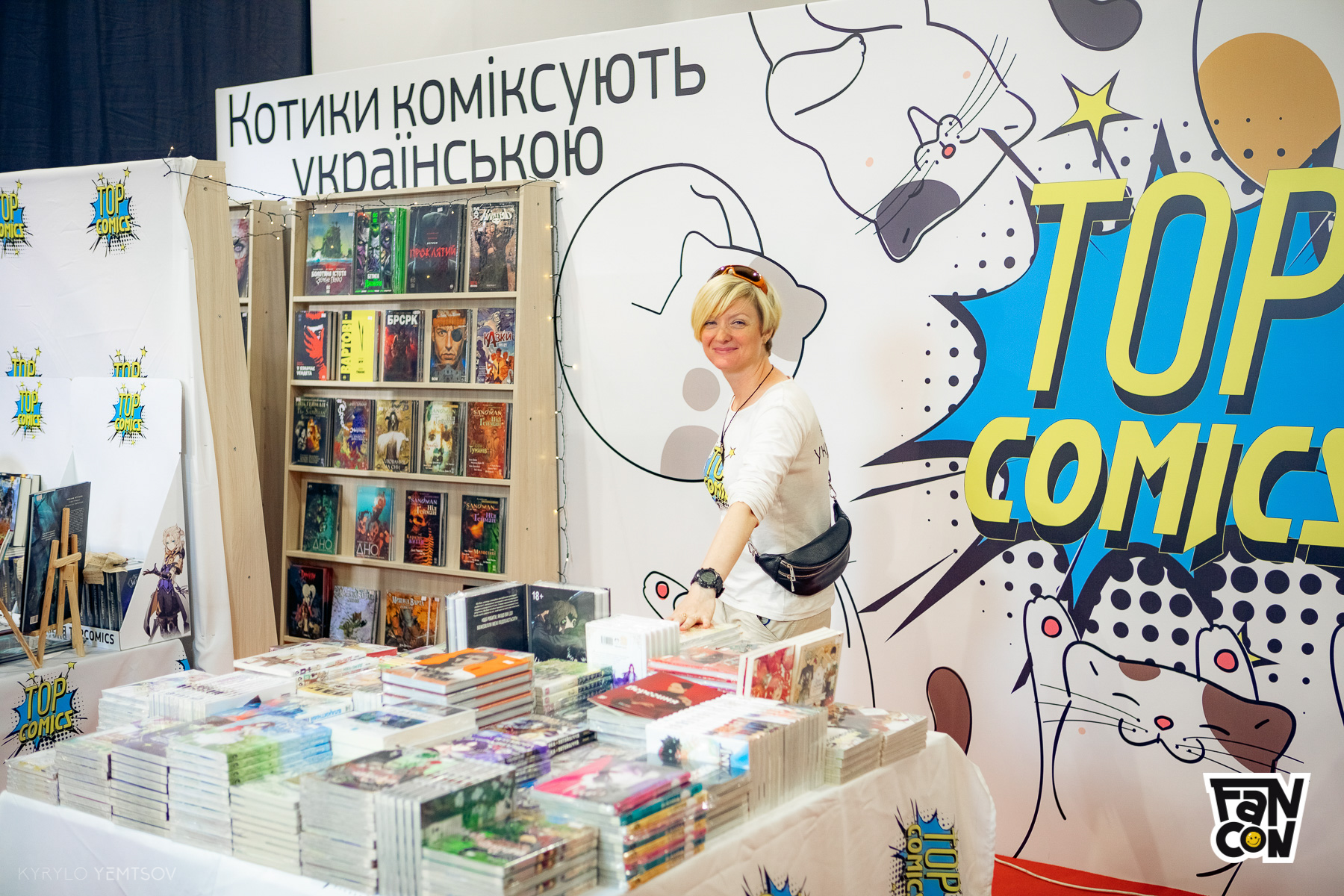
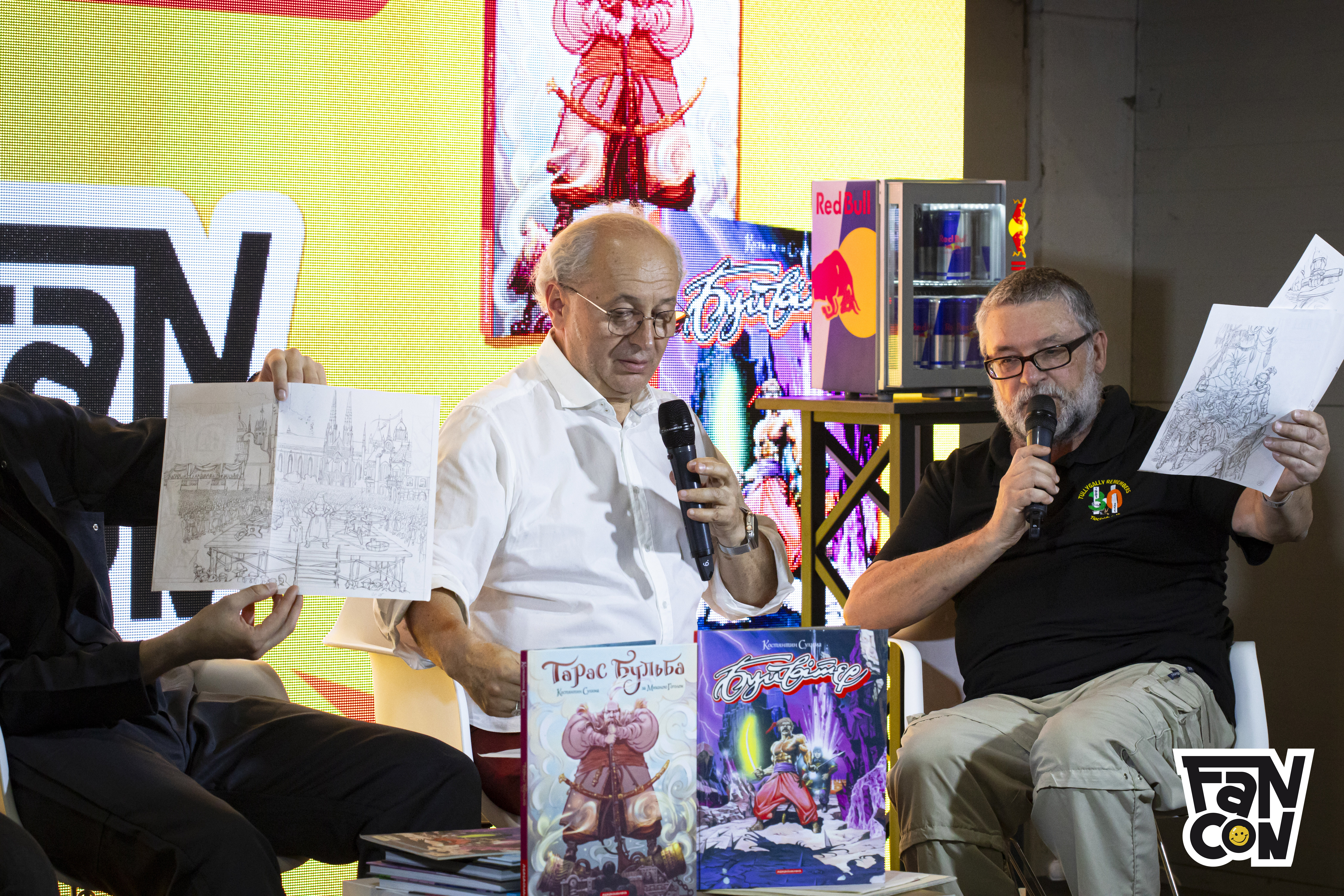

### Літературна зона

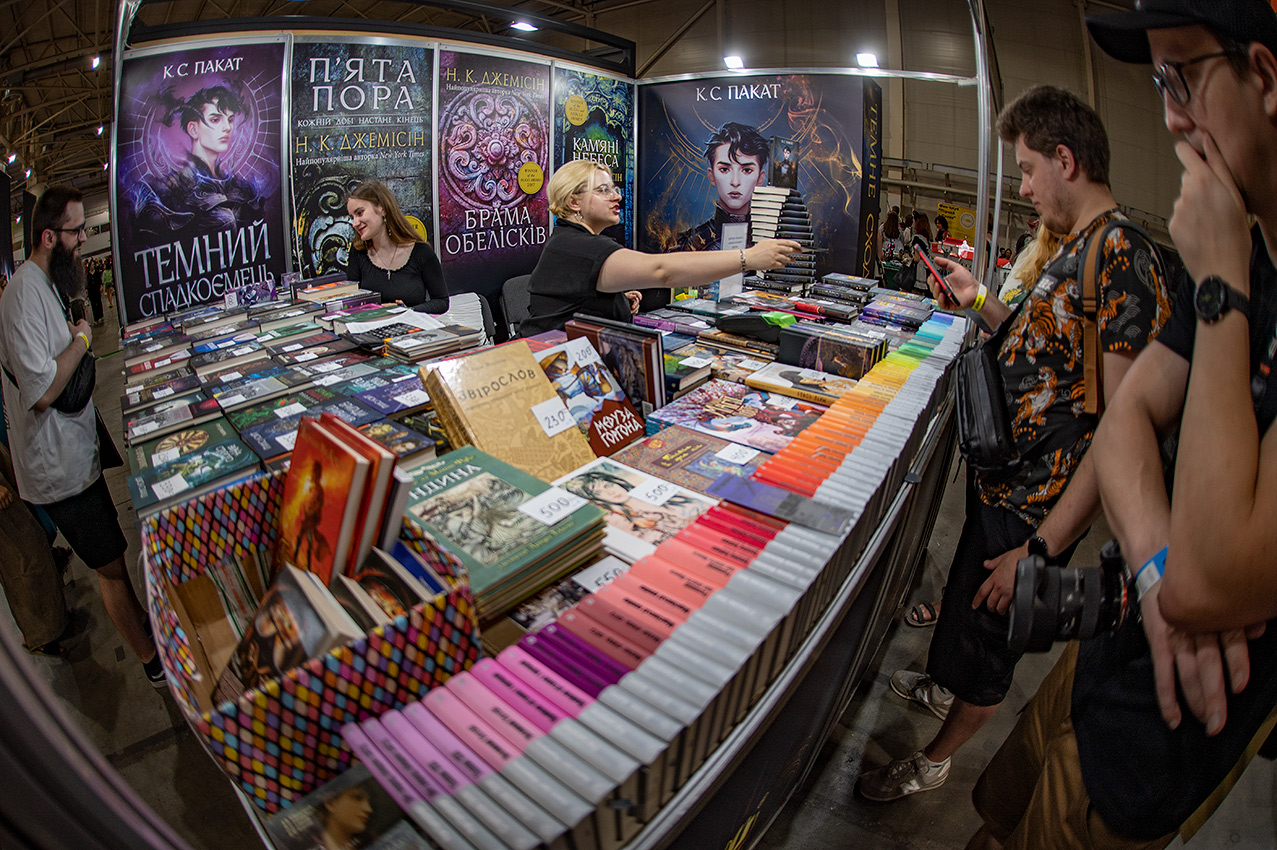
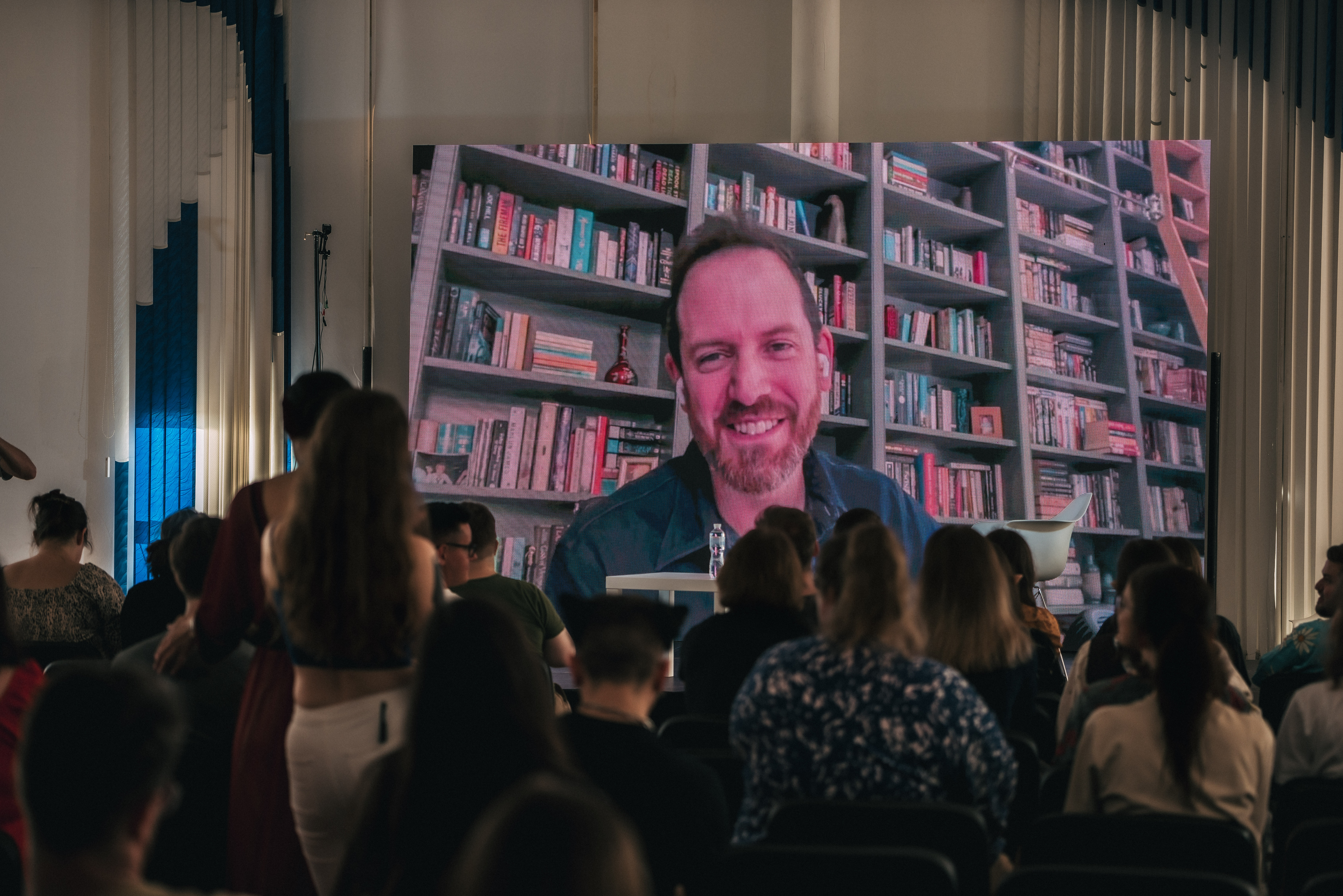
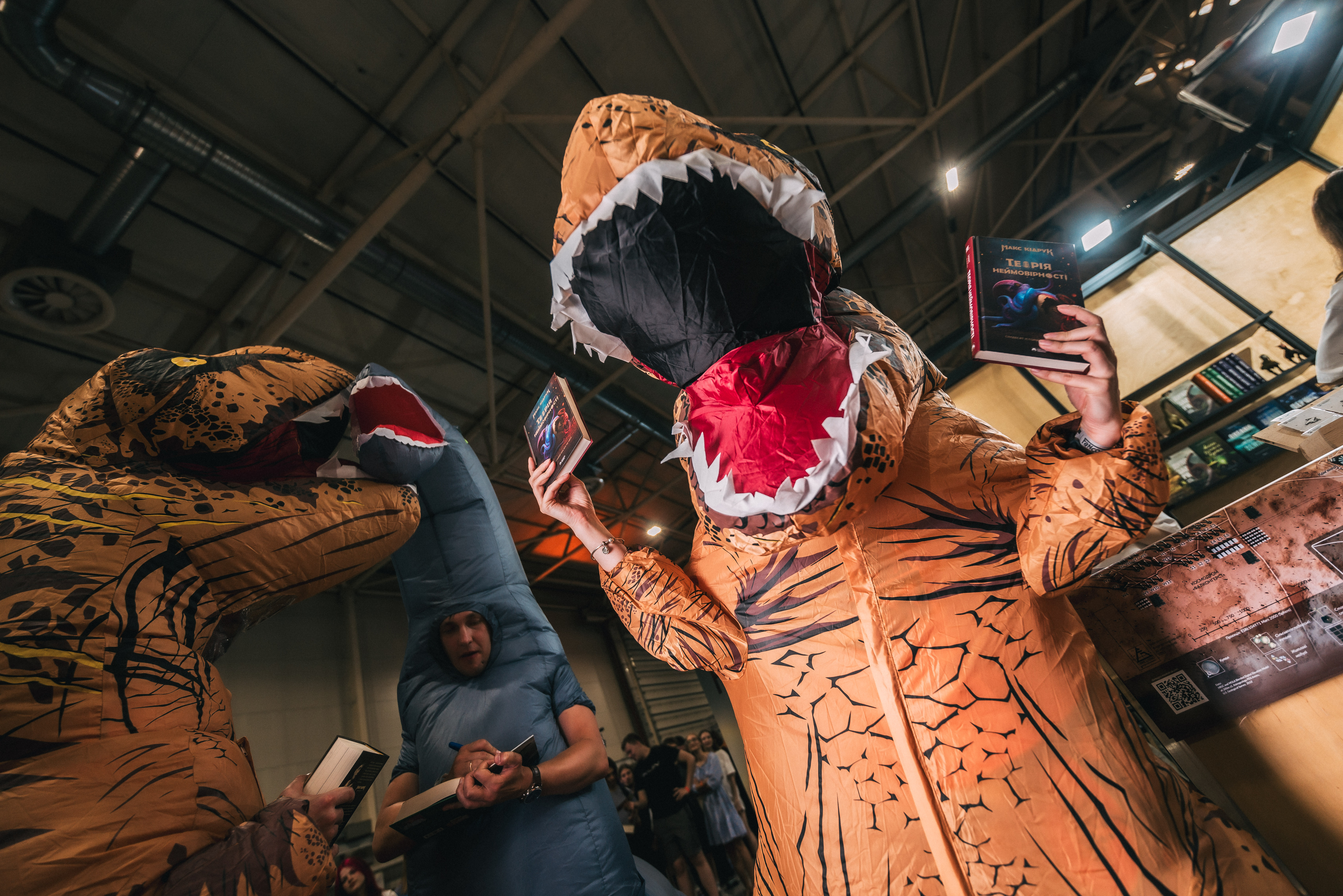
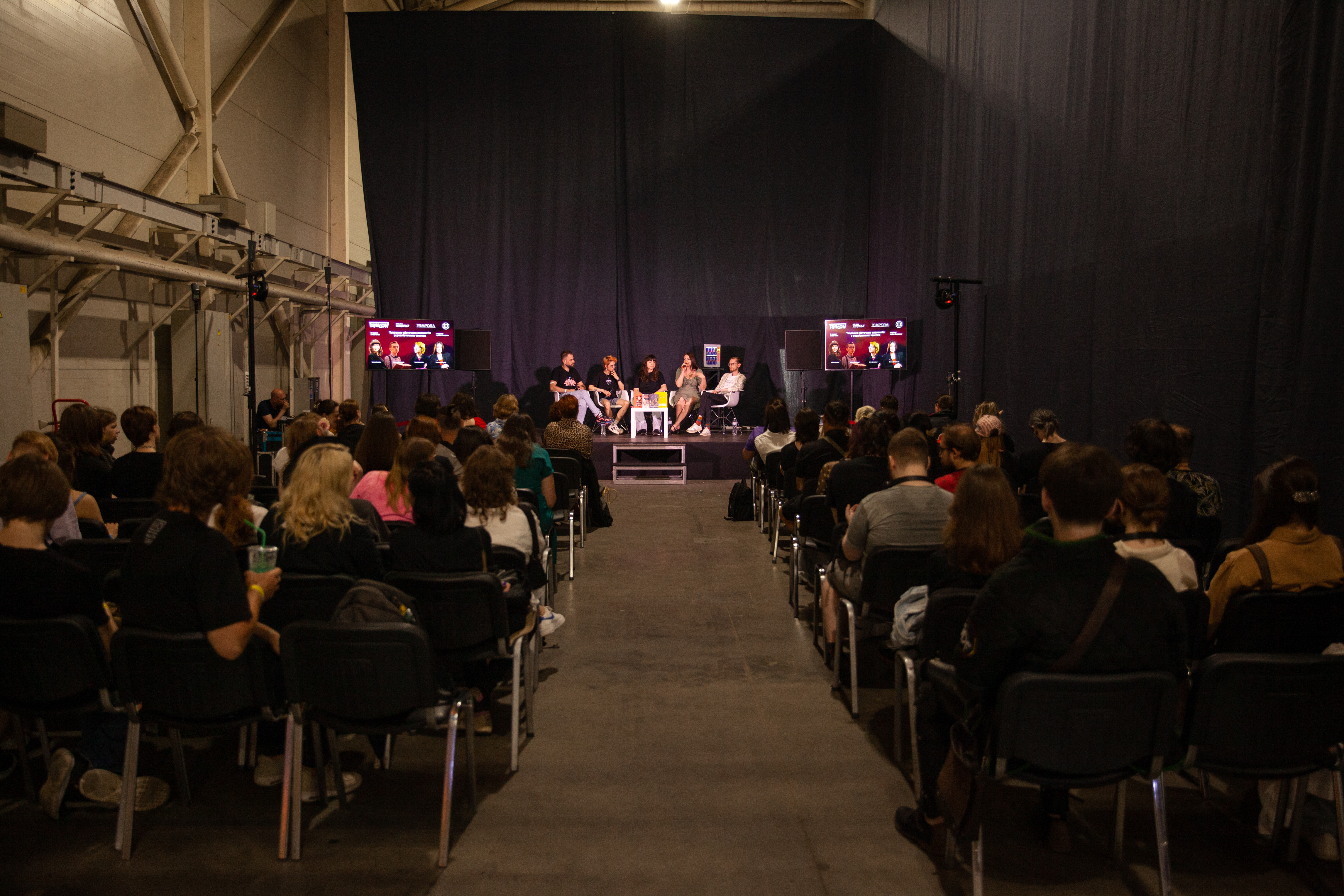

### Алея художників

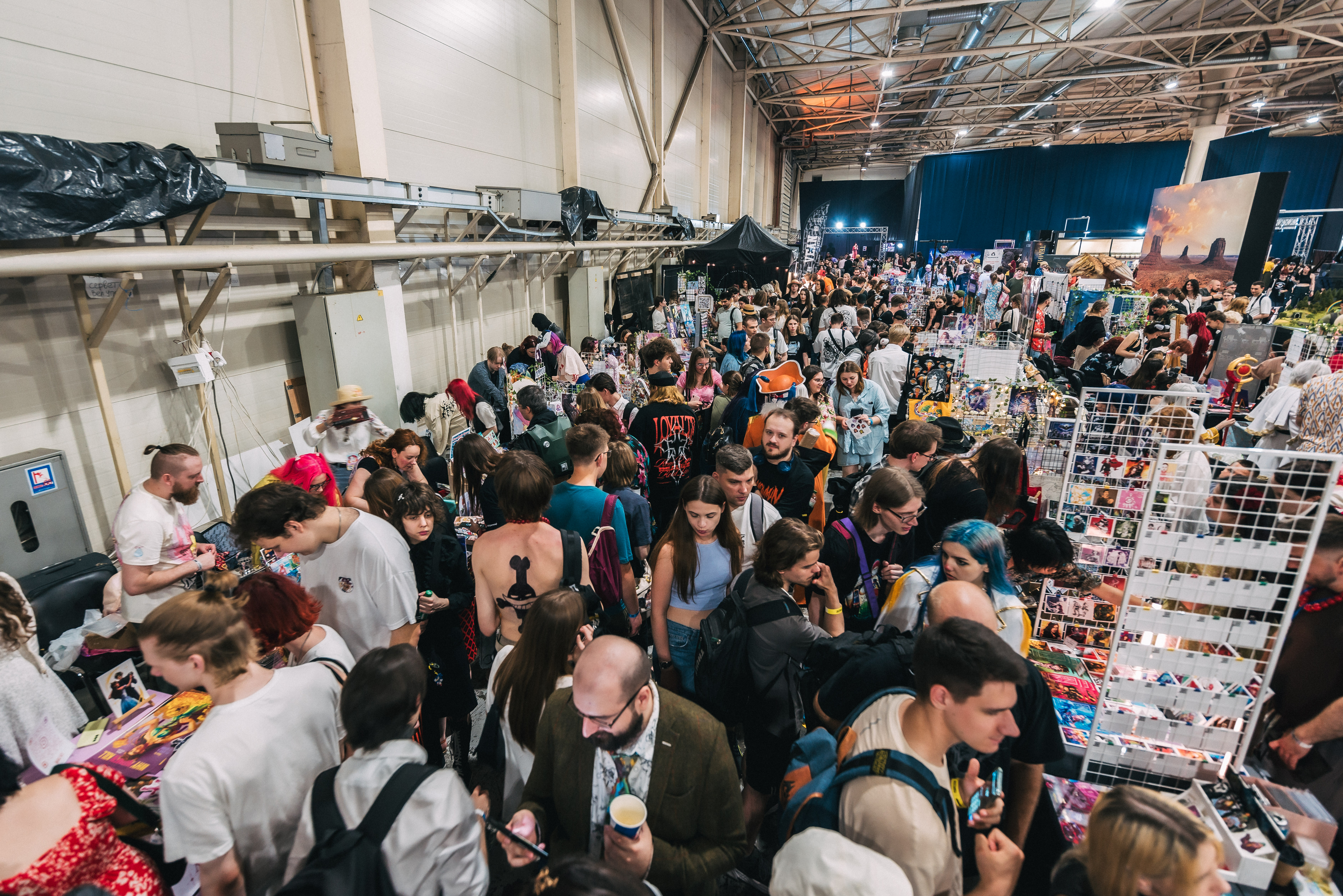
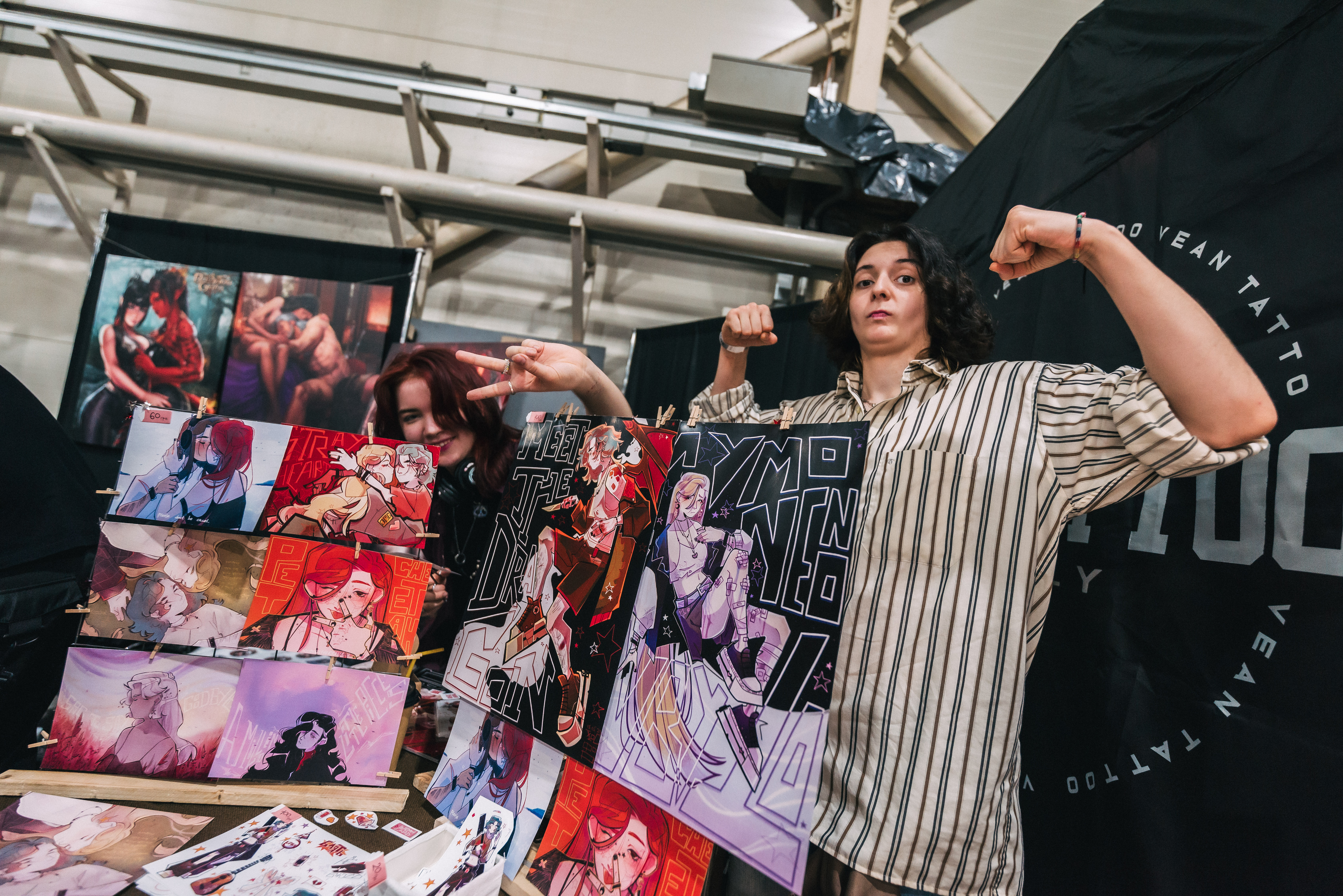
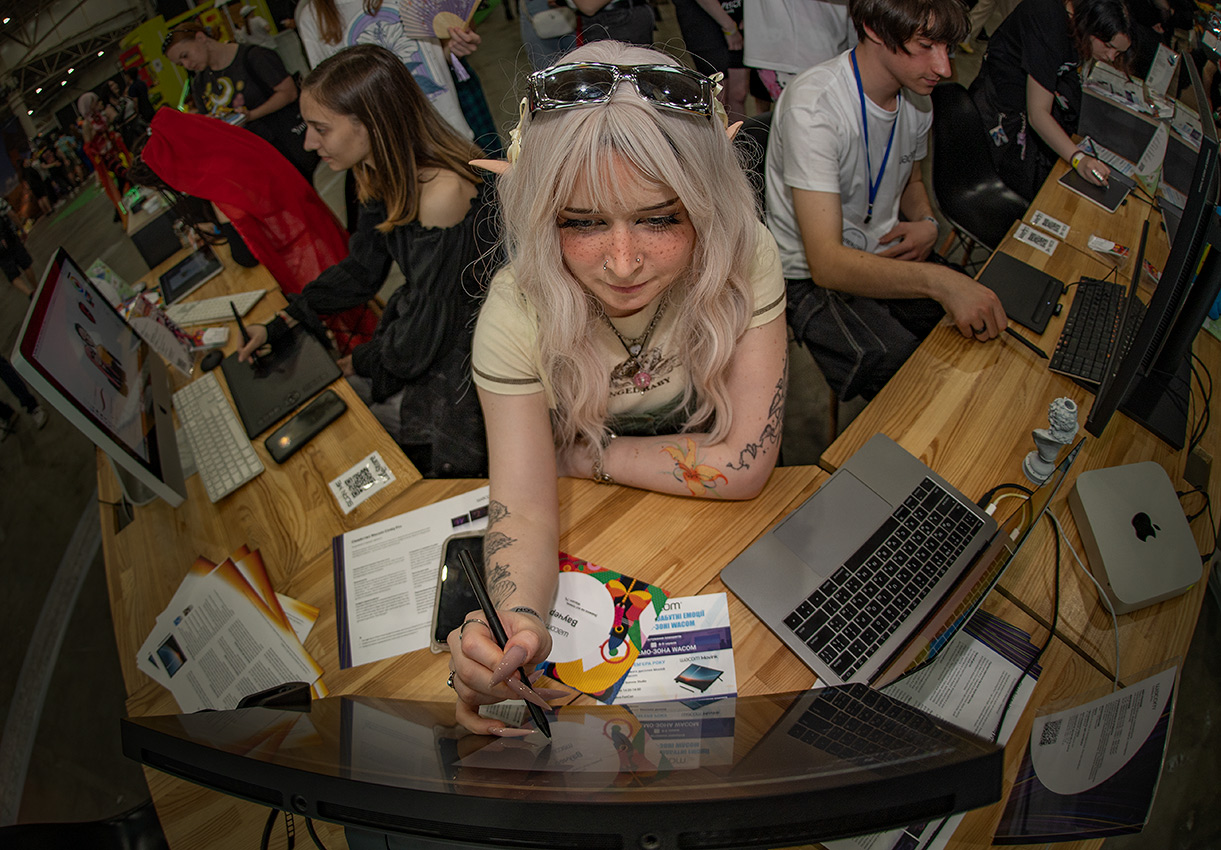

### НРІ-зона

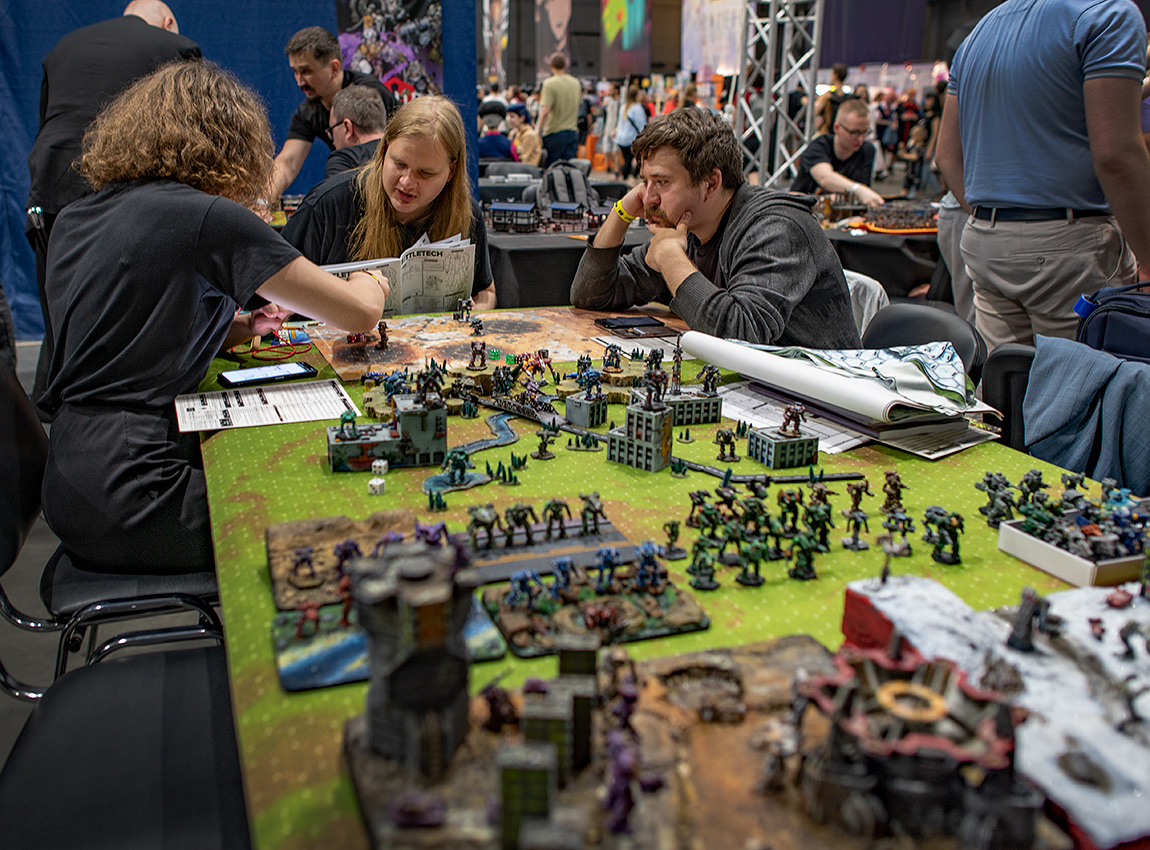
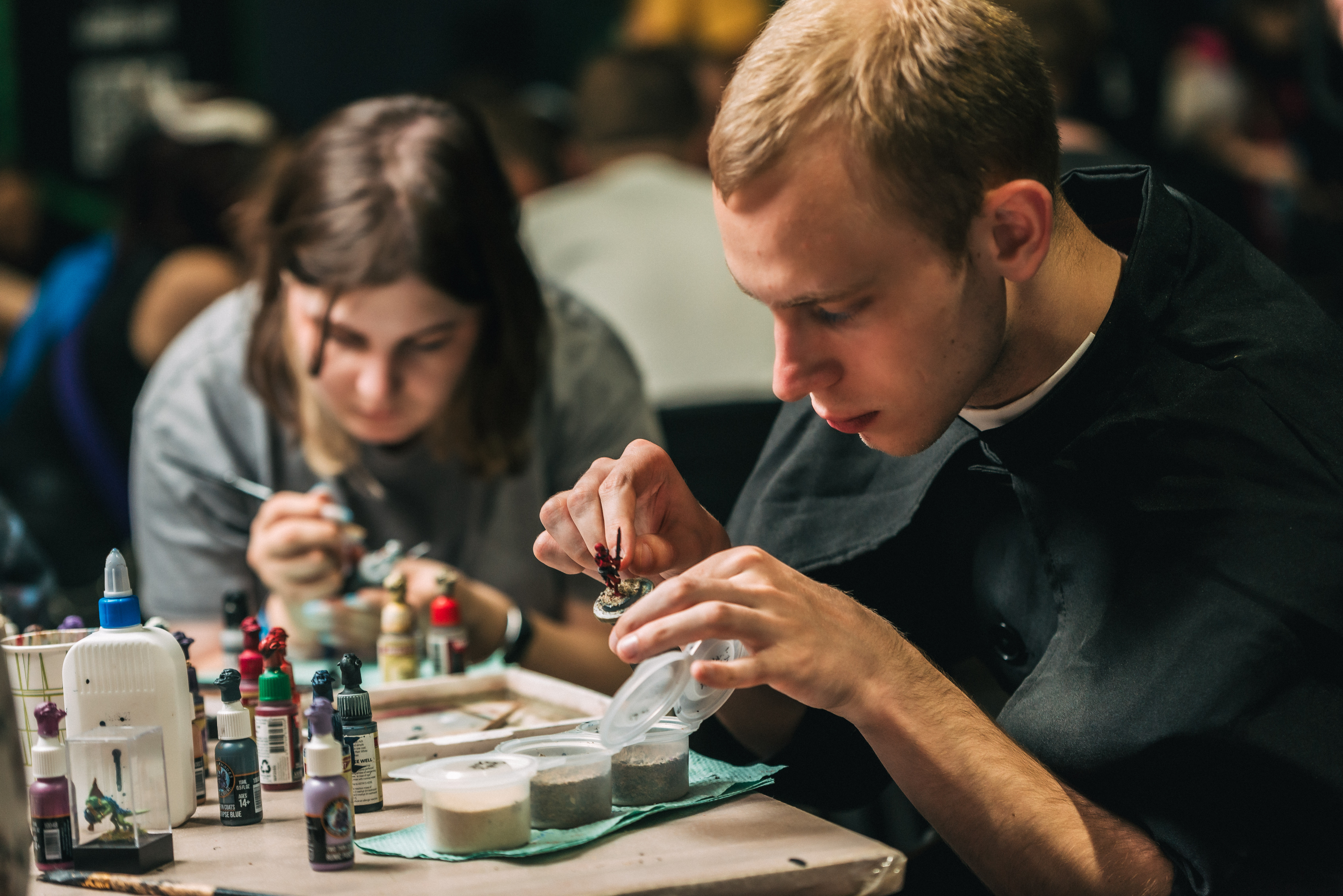
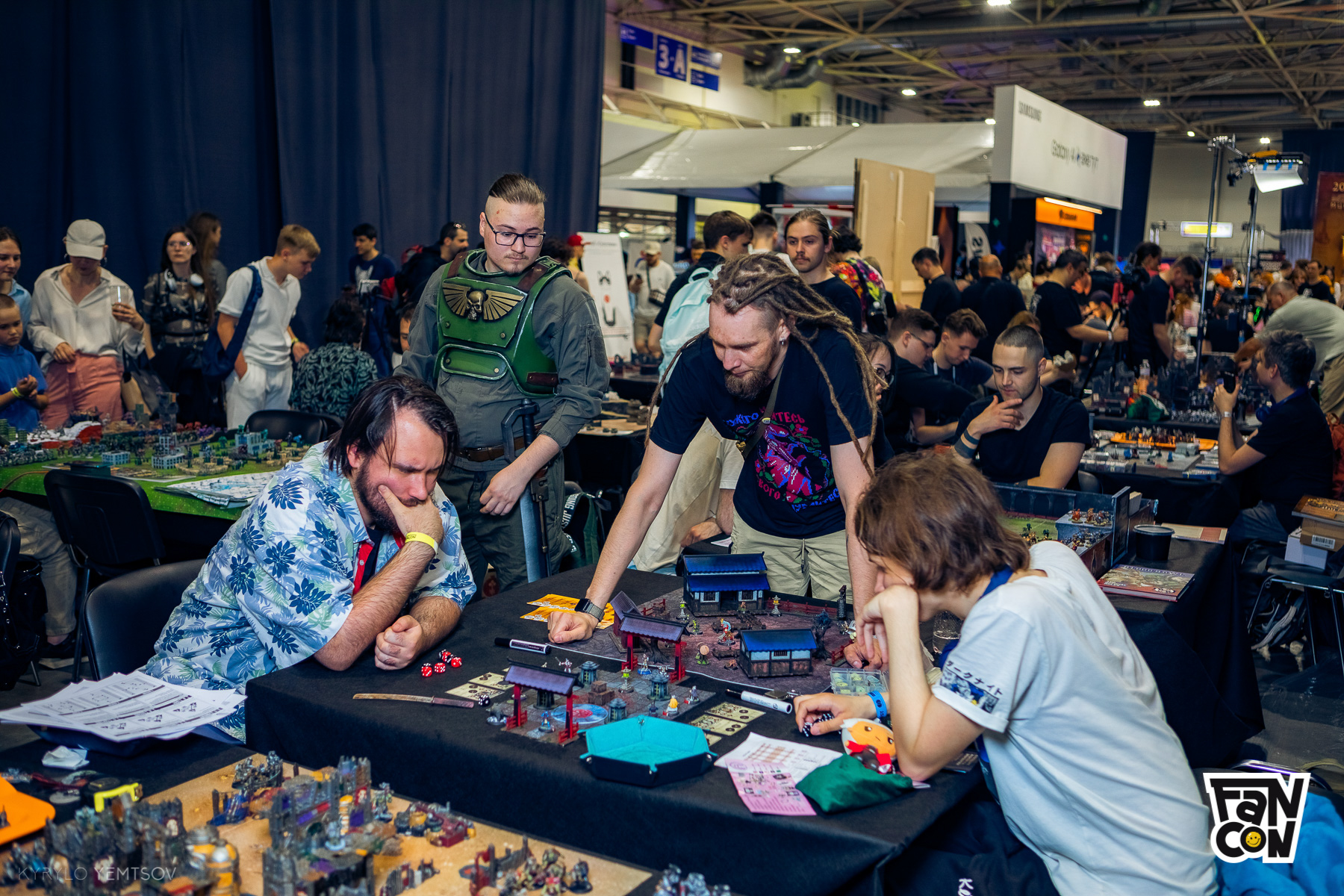
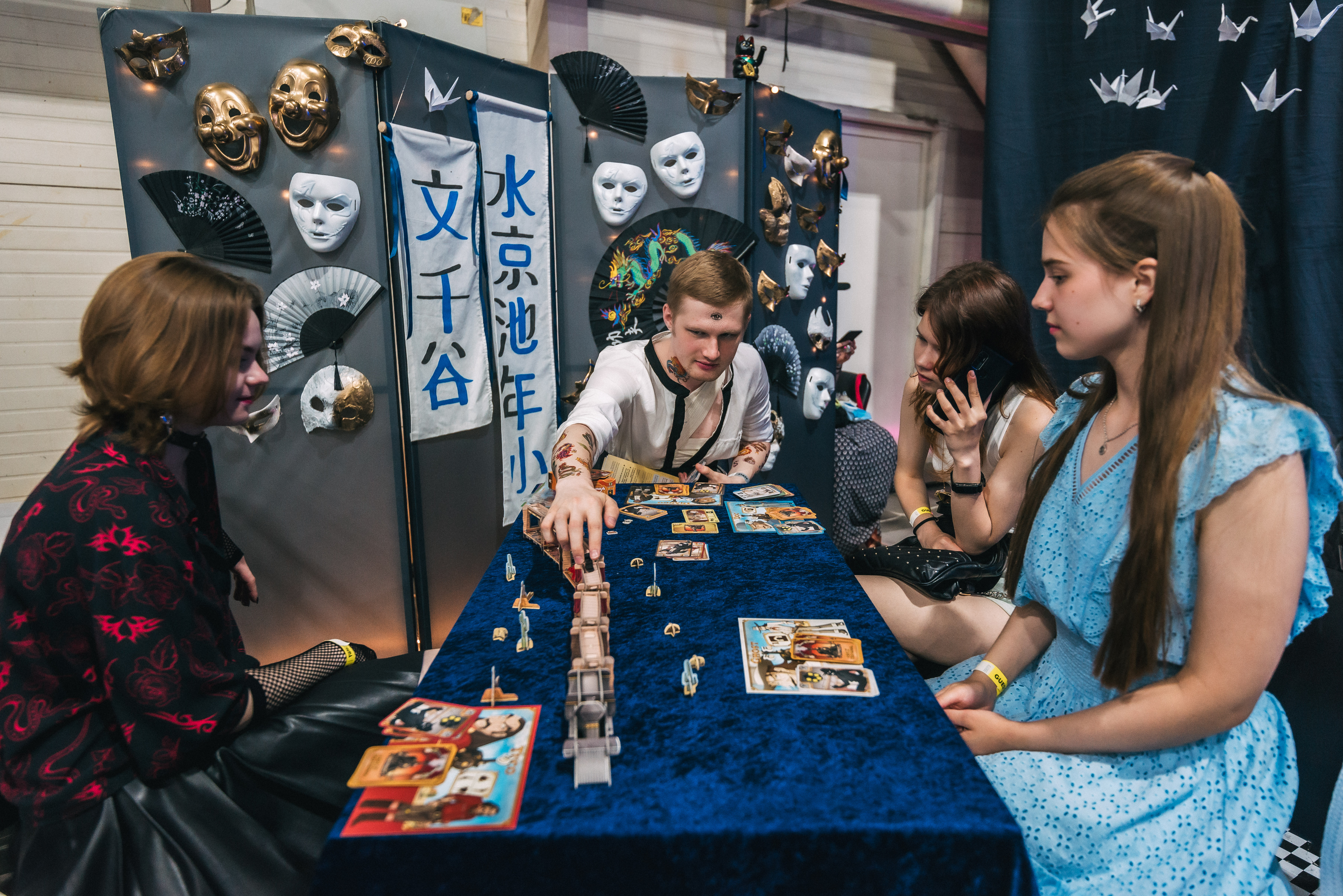

### Сектор Games

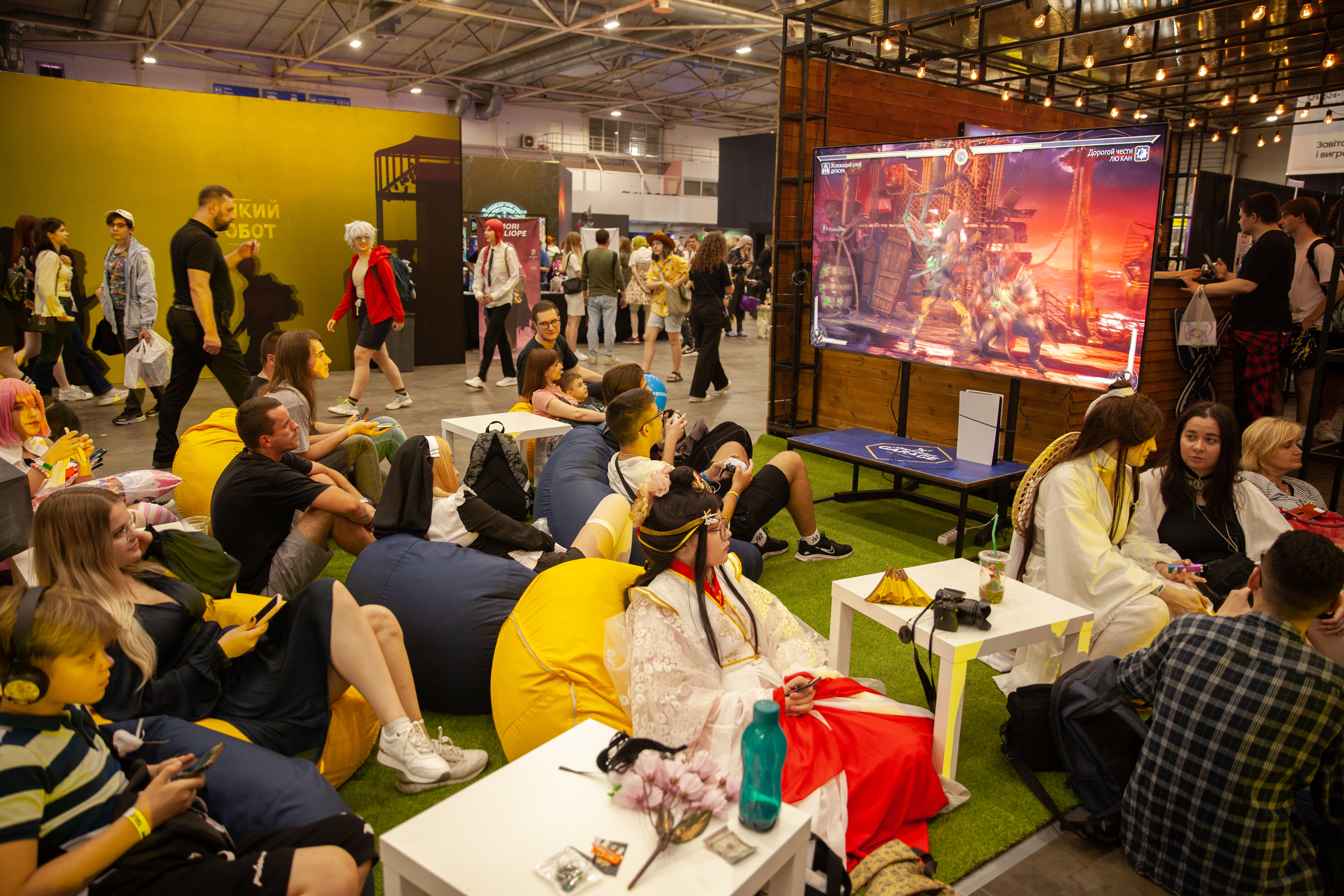
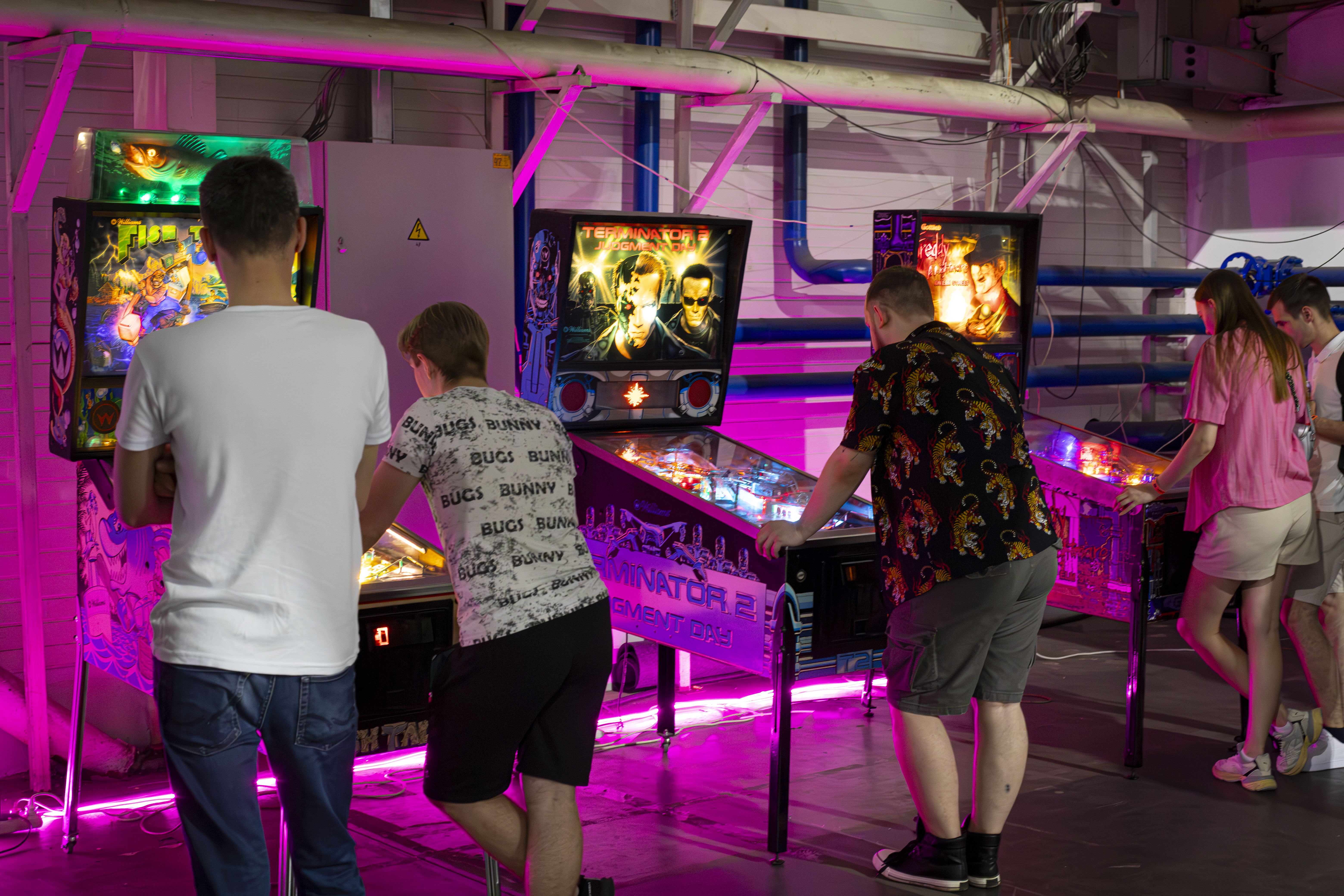
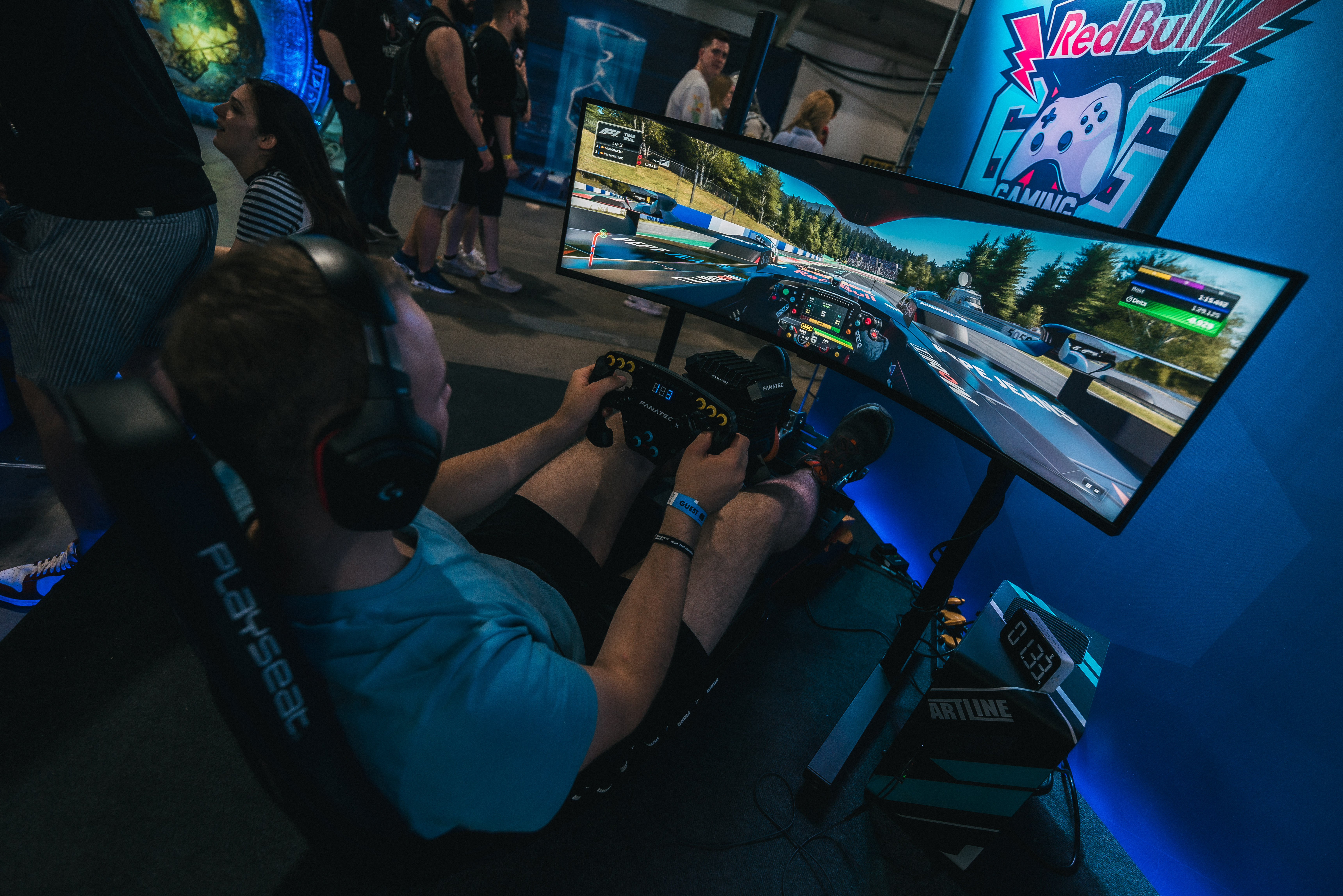
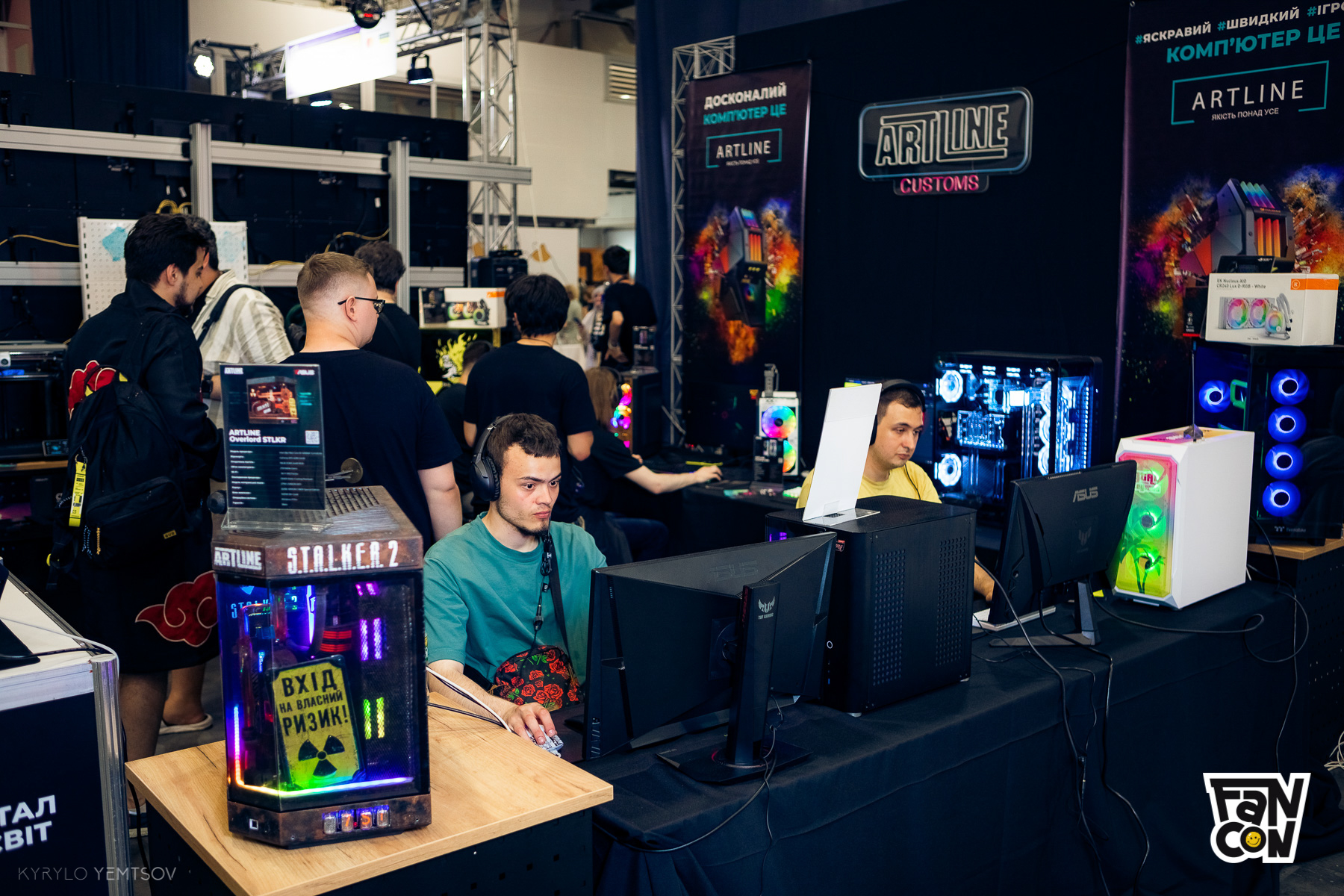